# أذنة
أَذَنَة ويقال أَطَنَة (بالتركية: آطنه/Adana) سادس المدن التركية كبرا من حيث تعداد السكان الذي بلغ 2.258.718 نسمة، بعد كل من إسطنبول وأنقرة وإزمير وبورصة وأنطالية على التوالي. بحسب إحصايات نهاية عام 2020. المدينة مأهولة بالأتراك والكرد والعرب، يسكن الكرد في الغالب في الأحياء الجنوبية للمدينة.
يقع مركز المدينة على نهر سيحان، على بعد 30 كيلومتر من البحر الأبيض المتوسط جنوب الأناضول. وتعتبر هي المقر الإداري لولاية أذنة. يبلغ عدد سكان التجمع الحضري المكون من أذنة ومرسين –الممتد من الشرق إلى الغرب بطول 100 كيلومتر - 2.87 مليون نسمة.
تحتل ولاية أذنة المركز الرابع في تركيا من حيث الموارد المعدنية. تتسم بأهمية بسبب اكتشاف مناجم الكروم والحديد والمنغنيز والرصاص والزنك فيها. تقع أذنة في قلب منطقة تشوكوروفا، وهي المنطقة الجغرافية والإقتصادية والثقافية التي تغطي مقاطعات مرسين وأذنة، عثمانية، وخطاي. ولكون جزء كبير من أراضي المنطقة التي يعمل فيها حوالي 5.62 مليون مواطن واسعة ومستوية فهي مناسبة إلى حدٍّ ما للاستصلاح الزراعي.

## الاسم
كانت المدينة تعرف بأذنة ثم غيّرَ الترك الاسم إلى «أطنة» بعد أن صدر أمر الباب العالي بهذا التعديل تجنباً للالتباس بمدينة أدرنة. قال السَّلِيمَانِ في كتاب الأدهار: «أطنة اسم أطلقه الباب العلي حديثا على ولاية أذنة.»
وفقاً للعديد من المصادر يعد اسم أذنة مشتقاً من اسم إحدى مدن مملكة كيزوفاطنا «جنوب غرب الأناضول» من زمن الحيثيين تسمى أضنيا.
في المقابل، هناك ادعاءات أخرى تقول أن اسمها يمت بصلة إما للقبيلة الأسطورية اليونانية دانا التي جاءت من مصر واستقرت في مدينة أرغوس- أو للملحمة الأسطورية اليونانية أدونيس. وهناك نصوص مصرية في النقوش المتبقية منذ عهد تحتمس الثاني (1437 قبل الميلاد) وأمينوفيس الثالث (1390-1352 قبل الميلاد تقول أنها ذات صلة بدولة تسمى ضناجا. وأنه عقب انهيار الحضارة الميسينية «1200 قبل الميلاد» قدِم بعض اللاجئين من بحر إيجة حتى سواحل كليكيا. وأن ساكني منطقة دانانايم أو دانونا عرفوا أنهم مجموعة الملاحين الذين هجموا على مصر عام 1191 قبل الميلاد أثناء حكم رمسيس الثالث. وأما دنين فيطلق على سكان مدينة أذنة. وعلاوة على ذلك فإنه من الممكن أن يكون موضوع اسم هذه الكلمة في اللغة الهندية الأوروبية البدائية مرتبطاً بالأشخاص الذين يقطنون ضفاف نهري دانو ودانانافو والمهاجرين الاسكيتيين، وفي مخطوطة هندية قديمة مكتوبة باللغة السنسكريتية فهم مجموعة أشقياء سكنوا المنطقة الجبلية دانافاس.
ذكرت المدينة في الملحمة الشعرية «الألياذة» للشاعر الإغريقي هوميروس كمدينة أذنة. وكانت تعرف أيضاً في الحقبة الهيلينية بأنطاكية الموجودة في قليقيا باليونانية (Ἀντιόχεια τῆς Κιλικίας) أو بأنطاكية السورية باليونانية: Ἀντιόχεια ἡ πρὸς Σάρον أو بالثقافة الجرمانية. وقد عرّفها محررو الأطلس هلسنكي أذنة مبدئيا بكيو «نسبة لورودها بهذا الشكل في ألواح الكتابات المسمارية». وقد ورد اسمها أيضا بكوا وكما هو موضح في الكتاب المقدس هي تقريباً المنطقة التي خصصت لجياد السلطان سليمان. ويشتق اسم الأرمن من Ատանա أي أطنة أو Ադանա أي أذنة.
وبحسب الأسطورة اليونانية الرومانية القديمة فإن جذور اسم أذنة مقتبس من أضانوس وسيروس ابني أورانوس الذي جاء إلى منطقة قريبة من نهر سيحان وأسس أذنة. أما وفقا لأسطورة أخرى متعلقة باسم المدينة فقد سميت هذه المنطقة من قبل الأساطير الأكادية والسومرية و[[لغة بابلية|البابلية}} والآشورية والحثية باسم إله الرعد أداد الذي كان يعتقد بأنه يعيش بالقرب من الغابات وأنه يعرف أيضا ب تيسوب وإشكور. وقد عُثر في هذه المنطقة على أسماء الحيثيين ومخطوطات تثبت صحة هذا الاحتمال. ويستمر هذا الاحتمال قائلا أنه جلب إله الرعد المطر بكميات وفيرة كان سببا لإظهار المحبة والاحترام لهذا الإله من قِبل سكان المنطقة. وتكريماً له فقد تم ذكر المنطقة المعنية بأذنة أداد أو بعبارة أخرى إقليم أذنة.

## جغرافيا
تقع أذنة على الساحل الشمالي الشرقي للبحر الأبيض المتوسط والذي هو بمثابة معبر إلى تشوكوروفا المعروفة تاريخيا عند الغرب بسهل قيليقية. هذا ويمتد هذا المسطح الواسع بطول الجنوب الشرقي لجبال طوروس. ويمر الطريق المؤدي من أذنة عبوراً نحو طارسوس الواقعة غرب تشوكوروفا من سفوح جبال طوروس. تنخفض درجة الحرارة مع كل شبر من الصعود، حيث أن الطريق تصل حتى ارتفاع 4000 قدم ويمر من مضيق سليسن الذي يعتبر ممراً صخرياً ويواصل مباشرة حتى المسطحات الداخلية للأناضول.
ويحيط شمال المدينة محطة لتوليد الطاقة الكهرومائية ومصب نهر سيحان الذي اكتمل بناره عام 1956. وتم بناء السد بهدف تقوية الطاقة الكهرومائية وري سهل ووادي تشوكوروفا المنخفض. تتجه مباشرة من الشرق إلى الغرب بطول وسط المدينة قناتي الري اللتان تصبان في الوادي. كما أنه توجد قناة أخرى تم تشييدها بهدف ري وادي يوراغير.

### المناخ
تتمتع أذنة بمناخ البحر الأبيض المتوسط النموذجي. حار جاف صيفا، معتدل ممطر شتاءا. وكانت أعلى درجة حرارة سجّلت في 12 يوليو عام 2012 ----53 (عدد) درجة مئوية أما أدنى درجة حرارة سجّلت في 5 يناير عام 1980 فكانت 2 درجة مئوية.

## التاريخ
تعتبر أذنة أقدم مدينة في قيليقية، ولها تاريخ يعود إلى 8 آلاف سنة، وهي إحدى أقدم المدن المأهولة إلى الآن في العالم. يعود تاريخ جثوة تبيباغ إلى العصر الحجري الحديث، أي حوالي 6000 ق.م، مع بداية المستوطنات البشرية الأولى. تم ذكر مكان يسمى أذنة بالاسم في ملحمة سومرية: ملحمة جلجامش.

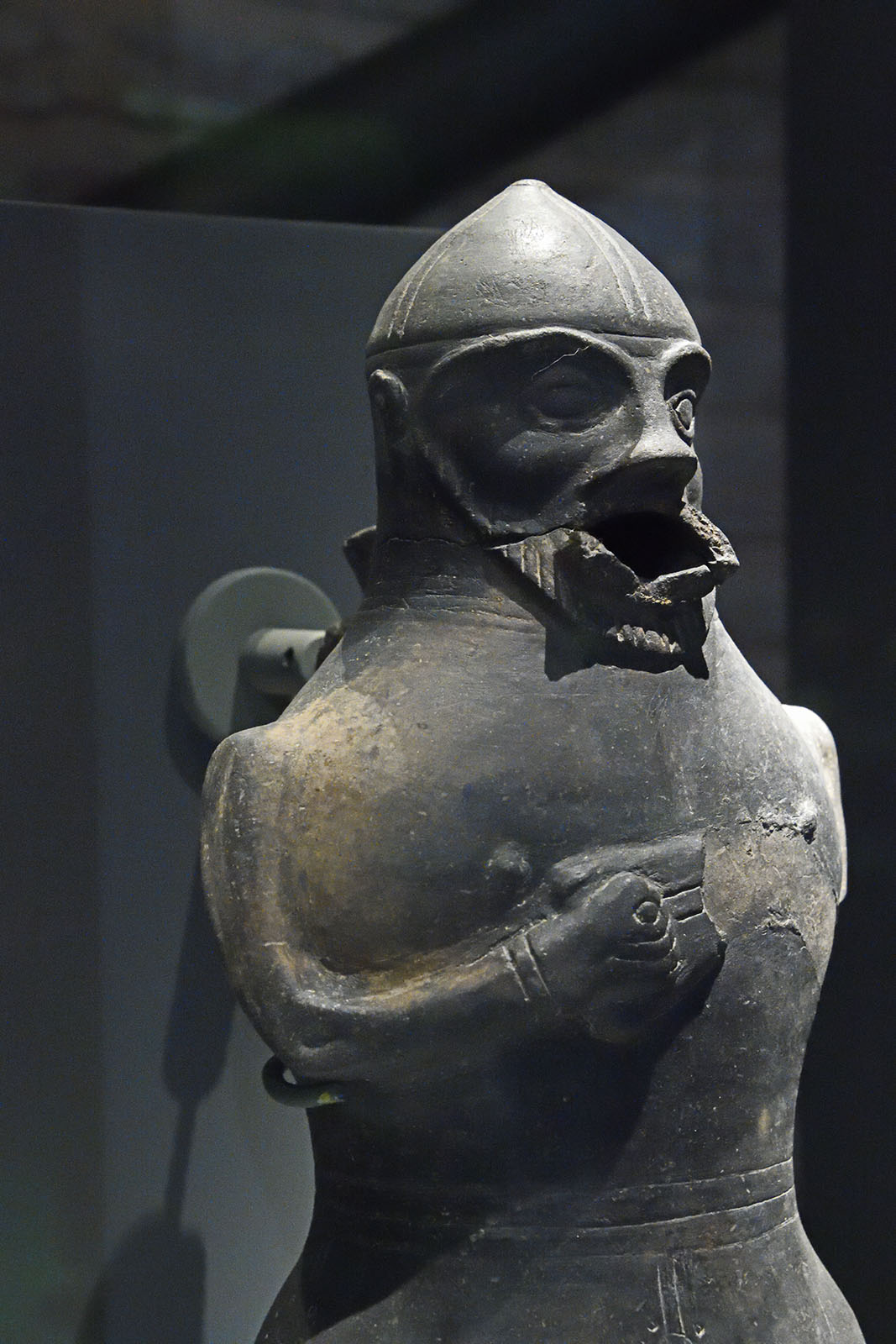
محارب حثي

كانت أول الأعراق المعروفة التي عاشت في أذنة والمنطقة المحيطة بها هم لوفيون. فسيطروا على سواحل البحر الأبيض المتوسط في الأناضول تقريبًا من 3000 ق.م إلى حوالي 1600 ق.م. واستولى الحيثيون على المنطقة التي أصبحت تُعرف باسم كيزواتنا. فسكنها لوفيون وحوريون، كانت كيزواتنا تتمتع بحكم مستقل تحت حماية الحيثيين، لكن لديهم فترة استقلال وجيزة من 1500 إلى 1420 ق.م. وفقًا للنقش الحثي للكافا، الموجود في خاتوشا (بوغاز كوي)، كانت كيزواتنا هي المملكة التي حكمت أذنة تحت حماية الحيثيين في 1335 ق.م. البداية مع انهيار الإمبراطورية الحيثية حوالي 1191 إلى 1189 ق.م، سيطرت شعوب البحر دين ين في أذنة على السهل حتى حوالي 900 ق.م. ثم نشأت الدول الحثية الجديدة في المنطقة بعد ذلك، وتمركزت ولاية قوء حول أذنة. وكانت قوء ودول أخرى تحت حماية الإمبراطورية الآشورية الحديثة، على الرغم من أن لديهم فترات استقلال. وبعد الهجرة اليونانية إلى قيليقية في القرن الثامن ق.م، تم توحيد المنطقة تحت حكم سلالة موبسوس. وأضحت أذنة عاصمة. كُتبت النقوش ثنائية اللغة في القرنين التاسع والثامن ق.م والتي عُثر عليها في مفسوسطيا باللغتين الهيروغليفية اللويانية والفينيقية. سيطر الآشوريون على المناطق عدة مرات حتى انهيارهم عام 612 ق.م.

مملكة قيليقية

احتلها الأخمينيون القرن 6 ق.م؛ الإسكندر الأكبر سنة 333 ق.م؛ السلوقيين؛ قراصنة كيليكيا؛ بومبي رجل الدولة الرومية؛ ومملكة الأرمن في كيليكيا «مملكة كليكيا». ويرتبط تاريخ أذنة ارتباطا وثيقا بتاريخ طارسوس بسبب تغيير موضع هاتان البلدتان جارتا نهر سيحان بفعل مجرى النهر، عرفت هذه البلاد في كثير من الأحيان بمقاطعة ذاتها وتم تغيير اسمهما على مر العصور. وفي العصر الروماني كانت لأذنة أهمية ثانوية نسبيا، وفي هذه الأثناء كانت طرسوس تعتبر في مكانة عاصمة المنطقة. أما في عهد بومبيوس الكبير فقد تم استعمال المدينة سجنا لقراصنة كليكيا. وبعد بضعة قرون تم إنشاء محطة محلية على طريق روما العسكري المتجه شرق المدينة. أما عقب انهيار الإمبراطورية الرومانية نهائيا عام 395 بعد الميلاد أصبحت جزءً من الإمبراطورية البيزنطية ومن المحتمل أنها قد تطورت خلال حكم الإمبراطور جوليانوس. مع بناء الجسور العظيمة، والطرق، والمباني الحكومية، والري، والزراعة، أصبحت أذنة وكيليكيا المراكز التجارية الأكثر نموا وأهمية في المنطقة. وكانت أياس- والتي تدعى اليوم ب يومورتاليك - وكوزان - والتي كانت تسمى سيس في السابق- تعتبر مركزا إداريا للمدن الكبرى الأخرى الموجودة في المنطقة خاصة في عصر الكليكينيين.

### العصور الوسطى
في منتصف القرن السابع الميلادي تم الإستيلاء على المدينة من قبل العرب. وفقا لمصدرا ذات أصل عربي أن اسم المدينة مشتق من اسم إيزانا حفيد يازانا. وفي عام 964 استعاد البيزنطنيون أذنة. وبعد انتصار ألب أرسلان في موقعة ملاذكرد في عام 1071، خضع جزء كبير من الإمبراطورية البيزنطية لسيطرة السلاجقة. وقد وصلوا إلى أذنة واستولوا على المدينة قبل عام 1071 بفترة وجيزة، وكانوا يسيطرون على المدينة حتى استولى عليها قائد الحملة الصليبية الأولى تانكريد في عام 1097. تمت السيطرة على كليكيا والتي كانت تحت حكم ليفون الأول من قبل مملكة الأرمن عام 1132. أما في عام 1137 قد صادرت القوات البيزنطية المنطقة ولكن خلال عام 1071 استعاد الأرمنيون سيطرتهم على المدينة من جديد. وفي عام 1268م ضرب جزءا كبيرا من المنطقة زلزالا شديدا مدمرا. وعقب الزلزال المدمر تم إعادة بناء مدينة أذنة من جديد، وباتت كليكيا جزءا من مملكة الأرمن حتى عام 1359م. ولكن كانت نتيجة اتفاقية السلام التي عقدت، قد تم نقل السلطة إلى السلطان المملوكي المصري من قبل قسطنطين الثالث. وبدخول المماليك إلى المدينة قد تم تأمين استقرار بعض العائلات التركية في أذنة. وأصبحت واحدة من العائلات التركية التي استمر حكمها في المدينة حتى استيلاء العثمانيين أبناء رمضان -الذين هم من نسل المماليك- على أذنة.

### التاريخ الحديث
خلال الحرب العالمية الثانية، التقى رئيس الوزراء البريطاني ونستون تشرشل وعصمت إينونو في Yenice التي تبعد 23 كيلومترا عن أذنة في 30 يناير 1943. وخلال الاجتماع طلب تشرشل مشاركة تركيا في الحرب العالمية الثانية بجانب الحلفاء، ولكن رفض إينونو هذا العرض. وهذه القمة معروفة في التاريخ باجتماع أذنة. وبموجب المعاهدة التي عقدتها حكومة الحزب الديموقراطي عام 1955 مع الولايات المتحدة الأمريكية، تم تأسيس قاعدة ناتو الجوية في بلدية إنجيرليك التي تبعد عن أذنة 10 كم شرقا. وتم الاستعانة بها بشكل فعال خلال الحرب الباردة، وفي حرب الخليج عام 1991م، وأيضا في حرب العراق عام 2003. وقد مهدت الطريق لافتتاح سد سيحان ومحطة توليد الطاقة الكهرومائية عام 1956م. وفي عام 1998م حدث زلزال بلغت قوته 6.2 درجة فقد فيه معظم سكان جيحان وهم حوالي 145 شخصا حياتهم في الزلزال المعروف باسم زالزال جيحان.

### التسلسل الزمني
مملكة لوفي (1900 قبل الميلاد)، مملكة أرزافا (1500-1333 قبل الميلاد)، الإمبراطورية الحثية (1900-1200 قبل الميلاد)، الآشوريين (713-663 قبل الميلاد)، الإمبراطورية الفارسية (550-333 قبل الميلاد)، «هيلين» الحضارة اليونانية القديمة (333 - 323 قبل الميلاد)، والإمبراطورية السلوقية (312-133 قبل الميلاد)، إمارة كيليكيا (178-112)، الرومان (112 -395 قبل الميلاد)، الإمبراطورية البيزنطية (395-638، 964-1071)، العباسيين، إمبراطورية السلاجقة العظمى، المماليك، إمارة بنو رمضان، الدولة العثمانية، الإمبراطورية التركية.

## الحكم المحلّي
تعرف مدينة أذنة بأنها المحيط الواقع داخل حدود بلدية العاصمة أذنة. وباستثناء المناطق الواقعة خارج الولاية تغطي هذه المنطقة المحيط الثاني الذي يشمل 35 كم الواقع في أطراف المدينة. وتدير البلدة أربعة إدارات منفصلة هم الحكومة المحلية، إدارة الولاية، بلدية العاصمة، البلديات الداخلية. وتعتبر الحكومة صاحبة الكلمة في إداراتهم.
تتولى حكومة تركيا الموجودة في أنقرة مسؤلية السلطة - الصحة – التعليم- الشرطة الداخلية، وغيرهم من الخدمات الأخرى يديرها من أنقرة الوزير المعين لإدارة هذه الشؤون. ويقوم الحكم المحلي في نفس الوقت بأعمال الإدارة المحلية والتشريع والقضاة وجميع المراحل الإدارية الأخرى. فهى صاحبة أصغر إداره قضائية وعضو هيئة إدارة الولاية شبه الديموقراطية وهيئة الإدارة الخاصة لولاية أذنة. وفي الغالب تهتم أيضا ب المدارس الابتدائية ودور العجزة وبناء وترميم المباني الحكومية، وعلاوة على ذلك الخدمات الاجتماعية الأخرى. وينوب عن البلدة في مجلس ولاية أذنة المكون من 61 عضوا، 33 عضوا يتم انتخابهم من 5 مراكز حضارية. تتشكل الحكومة المحلية من بنيتان تحتل بلدية العاصمة الطبقة العليا أما حي البلديات ففي الطبقة الدنيا. ويقع على عاتق بلدية العاصمة مسؤلية بناء وترميم الطرق الكبرى والحدائق والانتقالات المحلية وخدمات وحدة الإطفاء. أما بلديات الأحياء فهي المسؤولة عن شوارع الحي وحدائقه وأعمال جمع القمامة وخدمات مراسم الجنائز. وينقسم حي البلديات إلى أحياء وهي أصغر الوحدات الإدارية في المدينة.

### بلدية العاصمة

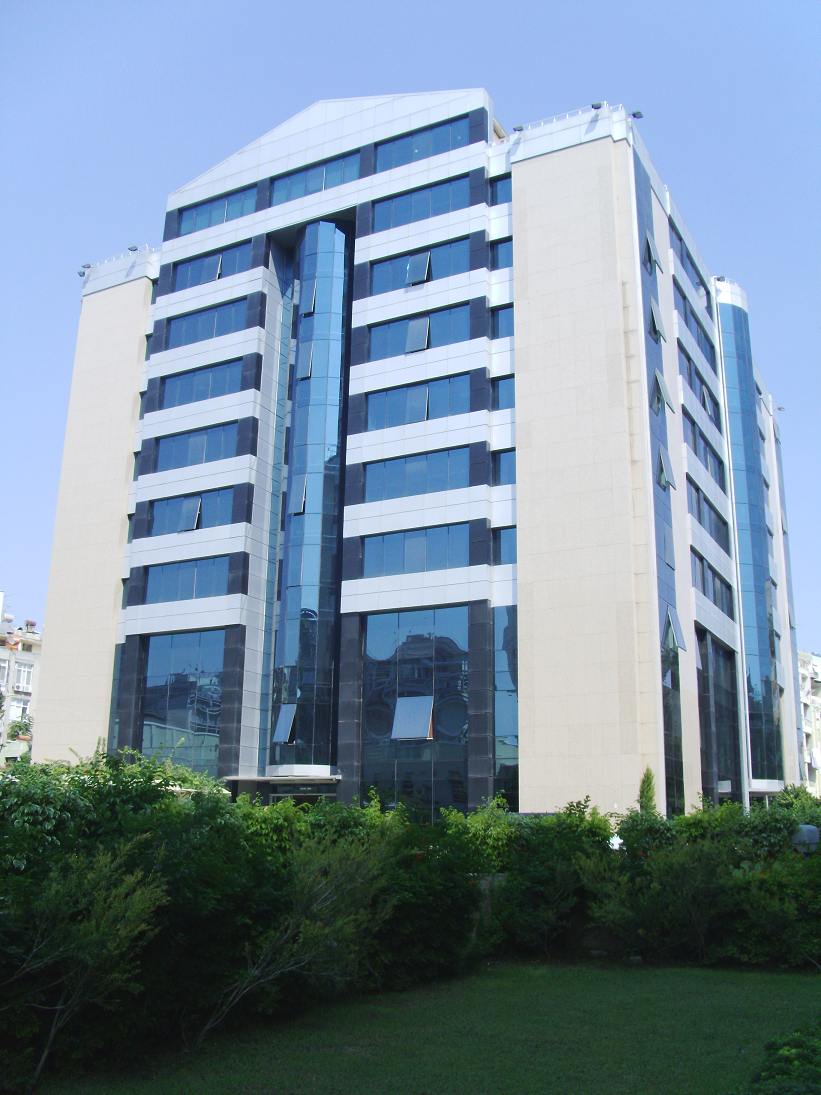
مبنى البلدية

على الرغم من إنشاء بلدية أذنة عام 1871م، إلا أن سليمان أفندي استمر في حكمها حتى عام 1877م بنظام الانتساب بالمدينة. بدأت أول إداره للبلدية الحديثة ب الحاكم الثاني قرقور بزديكيان وخلفه السنيور أرتين.
تم توسيع الطرق وافترشت الطرق بالحدائق وتم إدخال الصرف الصحي ونظام المتاريس والأهم من ذلك أن أنظمة البلدية الأولى أصبحت حيز التنفيذ. وعقب تأسيس الجمهورية تم إنهاء مشاريع البنية التحتية الكبرى وقد تم إنشاء الأحياء الأولى المخطط لها في شمال البلدة. وخلال هذه الفترة خدم تورهان جمال بريكير المدينة بصفته حاكما وواليا على البلدة طوال اثني عشر عاما. وبالانتهاء من سد سيحان عام 1956م حدثت في المدينة تطورات عظيمة، حتى لقد لفتت المدينة من البداية أنظار عدنان مندريس أثناء فترة رئاسته للوزراء، إلى مشاريع البنية التحتية الواسعة النطاق مثل وضع أنظمة للكباري وتحويل المناطق السكنية إلى طرق وأماكن عامة. وقد حدث لمنظر المدينة منذ عام 1984م حتى يومنا هذا تغيرات مهمة بالحدائق الكبرى وبناء الشوارع الواسعة وإصلاح نهر سيحان.
تأسست بلدية العاصمة عام 1989م وقسمت إلى جزئين بلدية العاصمة وحي البلديات. وبعد ذلك حصلت بلدية أذنة على صفة بلدية العاصمة، وتم إنشاء مركزين جديدين للبلدية هما سيحان ويوراغير. وتم دمج قرائيصال في المدينة عام 2006. وفي عام 2008 تم إنشاء مركزي تشوكوروفا وساريتشام على التوالي وذلك بمشاركة كلا من مركزي سيحان ويوراغير. وقد تمت الموافقة في 3 فبراير 2012 على ضم مجلس بلدية قاراتاش إلى بلدية العاصمة أذنة. وهكذا حينما تتم أعمال الانتقال سوف تكون قاراتاش الحي الثامن للمدينة. تتكون بلدية العاصمة من 3 هيئات هم مجلس العاصمة ورئيس البلدية والهيئة. ويختار خمس الأعضاء لكي يتم التمثيل ب مجالس أحياء البلدية في مجلس العاصمة. ولهذا السبب يتألف مجلس العاصمة من 35 هيئة على النحو التالي، 10 من حي سيحان و 8 من يوراغير و 8 من تشوكوروفا و6 من ساريتشام و 2 من قارائيصال بما فيهم رئيس بلدية العاصمة الذي تم اختياره من الناخبين. ويتكون المجلس التنفيذي المؤسس من مديرين تم انتخاب 5 منهم من هيئة العاصمة و 5 آخرين لميدان العاصمة من قبل رئيس بلدية العاصمة.
ايتاج دوراك هو رئيس بلدية العاصمة القديمة أذنة. وهو الرئيس الوحيد الذي ظلّ أطول فترة حتى هذه اللحظة رئيسا نظيرا للخدمات التي قدمها لمدة 5 سنوات. وفي أعقاب المشادة الكلامية التي وقعت لصالح الهيئة الموثقة ببلدية العاصمة، تم إنهاء خدمته في البلدية من قبل وزارة الشؤون الداخلية في 28 مارس 2010 م. وقد تم تعيين عضو الهيئة ذهني ألدرماز في منصب نائب الرئيس لحين الانتهاء من التحقيقات.

### المراكز
وتتألف مدينة أذنة من خمس مراكز حضرية مرتبطة ب بلدية العاصمة. وهم سيحان ويوراغير وتشوكورفا وساريتشام وقارائيصال. ويوجد حي سيحان في حدود المدينة في حين أن مركز يوراغير وتشوكورفا وساريتشام وقارائيصال يقعوا في المناطق الريفية خارج حدود المدينة بالكامل.

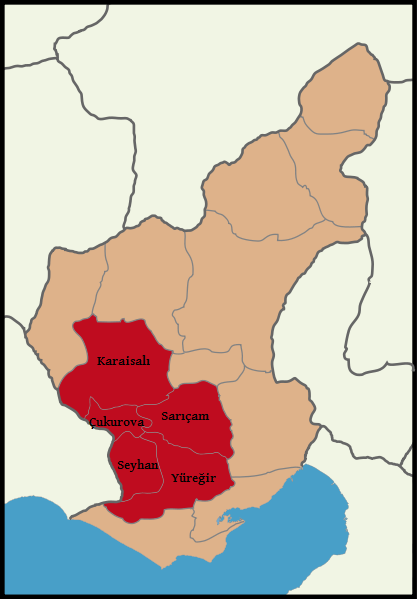
المراكز الموجودة في ولاية أذنة

- حي سيحان الواقع في الجناح الغربي لنهر سيحان يعتبر مركز المدينة الثقافي والتجاري. إن الطريق الدولي 400 - تمت الموافقة على اعتبار طريق ايتاج دوراك واقعا داخل حدود المدينة – بمثابة حدا اقتصاديا يقسم المدينة إلى قسمين شمالي وجنوبي. يعتبر الجزء الشمالي طريق سيحان السريع 400 هو مطور المدينة اقتصاديا. وعلى طول الطريق تصطف الفنادق والمراكز الثقافية والمباني التجارية. ومركز المدينة القديم الموجود في القسم الجنوبي للطريق فهو منطقة سوق للمحلات التجارية الحديثة والتقليدية حيث يخدم سكان المدينة. أما جنوبها فهى منطقة سكنية يفضلها السكان محدودي الدخل.
- حي تشوكوروفا، هي منطقة سكنية حديثة تقع إلى الشمال من منطقة سيحان وجنوب خزان سيحان. وبسبب تقييم الأراضي الأقل إنتاجية قد خطط الحي في منتصف عام 1980 لتوجيه المدينة المزدحمة إلى الزحف العمراني على هذه الأراضي ال3000 فدان الواقعة شمال المدينة. يوفر المشروع الذي يطلق عليه أذنة الجديدة الفلل التي تمتد على طول ساحل البحيرة للسكنى، والشقق والمباني السكنية الشاهقة المتعددة الطوابق التي يظهر ارتفاعها بطول طرق تورغوت وسليمان ديميريل وكنعان ا
- إفرين أوزال الذي افتتح حديثا.[25]

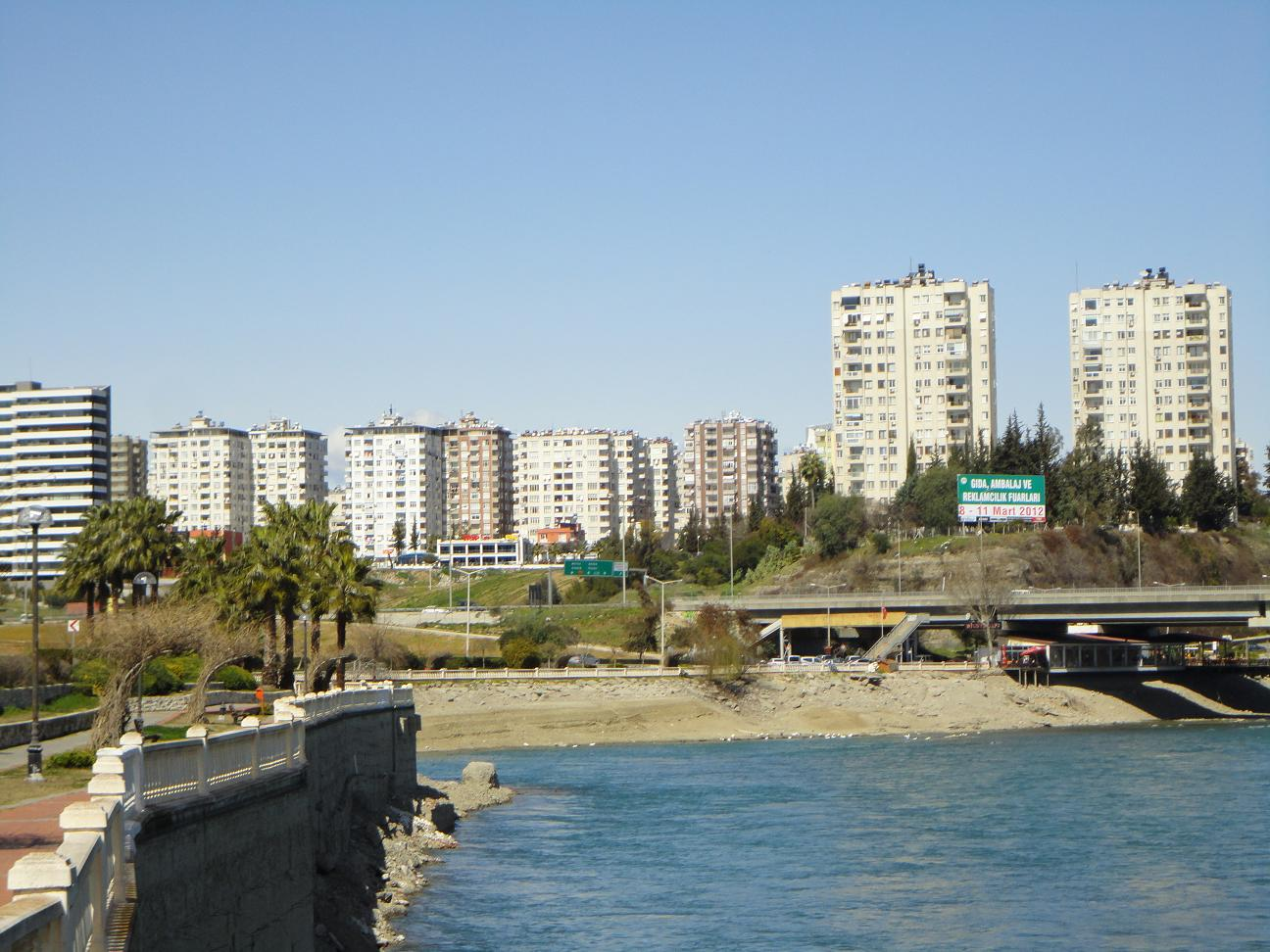
حى تشوكوروفا

- حي يوراغير على الضفة الشرقية للنهر، أقاموا منازل ملك بعدة مناطق سكنية ذات الإيجار البسيط وبالمناطق الصناعية الواسعة النطاق. ومع تشييد الجسور الجديدة على النهر وتمديد خطوط المترو إلى داخل حدود المركز، بدأ حي يوراغير تدريجيا باكتساب أهمية كبرى. وخططت وزارة العدل لتحويل أذنة إلى حي من جديد، وعمل حجر صحي في 47.5 ألف كم مربع بمنطقة كاظم قارابكير.[26] يتم تنفيذ خطة إعمار المناطق الحضرية شاملة، سيتم فيها تحويل حي سنان باشا ويافوزلر وكوبرلي وقيشلا في المنطقة إلى مناطق سكنية حديثة.[27]

يقع حي ساريشام إلى الشمال الشرقي من حي يوراغير. يتشكل من بلديات قديمة تم دمجهم بمدينة أذنة في عام 2008. وفيما يلي بعض المؤسسات والمنظمات الكبرى الموجودة في ساريتشام جامعة تشكورفا وقاعدة إنجرليك البحرية والمنطقة الصناعية المنظمة.
يعتبر قارائيصال مركزا صغيرا يقع خارج وسط المدينة شمال خزان سيحان. يقيم الغالبية العظمى منازل في المناطق الريفية والمناطق الترفيهية الممتدة بطول نهر سيحان وفي المناطق المرتفعة الواقعة في الشمال للصيف.

### الأحياء
تعتبر الأحياء وحدات إدارية تقع ضمن حي البلديات يديرها رئيس البلدية وهيئة شيوخ المنطقة. وعلى الرغم من أن انتخاب رئيس البلدية يتم من قبل سكان الحي، إلا أن صلاحيات عمله محدودة. ولهذا السبب فإنه يعمل كرئيسا للحكم المحلي. ويتمكن العمدة من إعلام بلدية الحي بالمشاكل التي تعانيها المنطقة، وهو أيضا صاحب مقعد في مجلس مدينة أذنة الذي هو منظمة شاملة مؤسسة من أجل تنسيق المؤسسات العامة في المدينة. وعلى الرغم من أن إدارة الحي غير قادرة على توفير الخدمات الإجتماعية أو توفير التمويل اللازم لإظهار زيادة الاهتمام بساكني المنطقة الذين يعانون المشاكل، يعمل بعض ساكني الحي على دمج أنفسهم ببعض المناطق الأخرى المجاورة خاصة المناطق ذات الإيجار المنخفض.
ويوجد بالمدينة 254 حي. يتبع مركز سيحان 99 حيا، بينهم 69 داخل المدينة، و 30 عبارة عن قرى قديمة تتبع البلديات والمراكز السابقة. ويوجد بمركز يوراغير منهم 38 في وسط المدينة، و61 في المنطقة الريفية. ولساريتشام 29 حيا، يوجد 16 في تشوكوروفا و11 حي في قارائيصال. ويتراوح عدد السكان ما بين 150 حتى 63 ألف نسمة تبعا لموقعهم ما إذا كان في وسط المدينة أو في المنطقة الريفية. يصعب التواصل مع عمدة السكان بسبب كون بعض الأحياء وعلى رأسهم الأماكن الموجودة في مركز تشوكوروفا كبيرة بحجم المركز. وتعتبر كلا من تبة باغ وقايلى باغ وقوروكوبري وأولو جامع وسرايا القبة وعلى دادة من أحياء أذنة التاريخية. وفي عصر الجمهورية اعتبر مركز رشاد بك وجمال باشا مركزا مهدا للحياة الثقافية التي تعبر عن الاستقلال. أما جوزل يالي وقالصليلر وقوتابة من المراكز التي تطل على حوض نهر سيحان.

## الاقتصاد

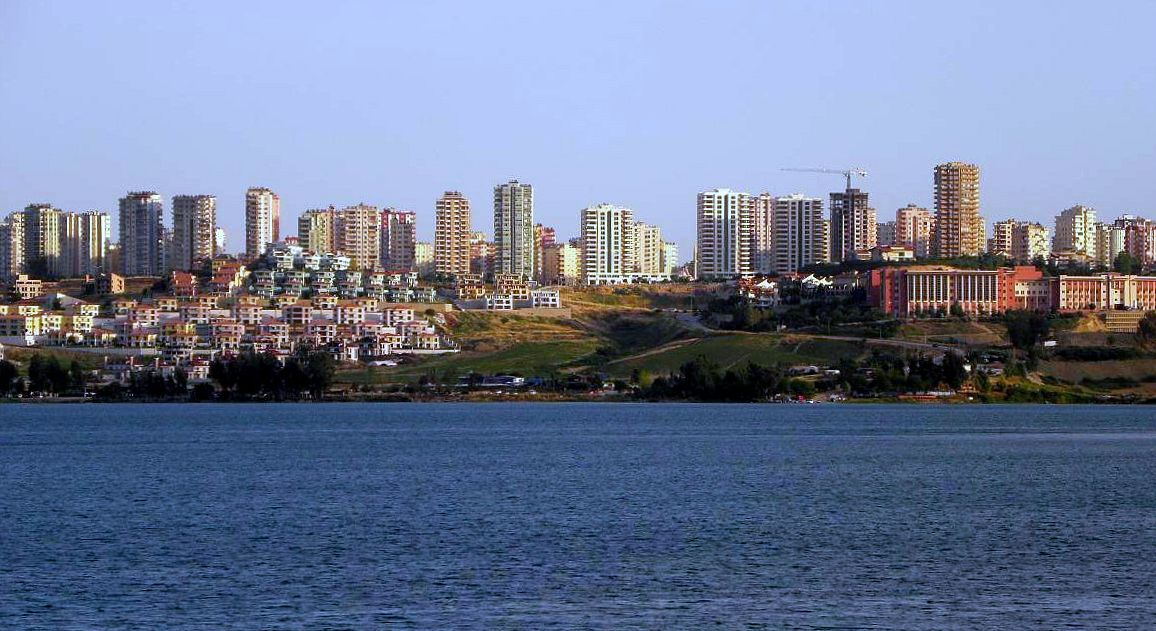
أذنة، سواحل سيحان و قورت تبة

أذنة هي واحدة من المدن الصناعية الأولى. فمع بناء سد سيحان وتحسين التقنيات الزراعية، شهدت تطورات زراعية عظيمة وفعالة منذ عام 1950م. أذنة مركزا لتسويق وتصدير المنتجات الزراعية مثل القطن والقمح وفول الصويا والشعير والعنب والحوامض والتي تنتجها بمنطقة تشوكوروفا الزراعية بكميات هائلة. وتنتج أذنة وحدها نصف إنتاج تركيا من الذرة وفول الصويا. ويتم في أذنة زراعة 34% من محصول الفول السوداني و 29% من إجمالي محصول البرتقال الذي يزرع في تركيا. وقد تم افتتاح بعض المديريات العامة في أذنة للشركات ذات أصول زراعية والفلاحة في المنطقة. وتعتبر صناعة النسيج والجلود هي سواعد الصناعات الرئيسية حيث تشكل 29% من الإنتاج في أذنة. واعتبارا من عام 2008 استضافت أذنة 11 شركة من أعلى 500 شركة في المستوى الصناعي في تركيا. تنتج شركة تيمسا التي هي أكبر شركات أذنة للصناعة السيارات 4 آلاف حافلة سنويا يعمل لديها أكثر من 2500 موظف. ويزيد عدد المؤسسات التي تنتج الأغذية التي يدخل الزيت النباتي في مكونها الأساسي. يعتبر مارسان أذنة أكبر مصنع لتصنيع السمن والزيت النباتي في تركيا. أدفانسا صاصا هي أكبر منتج لمادة البولي إستر ويعمل لديها 2650 شخص. تم إقامة منطقة صناعية على مساحة 1225 فدانا لمنظمة أذنة. تم تأسيس 300 ضاحية متوسطة الحجم. استضافت كلا من معرض توياب ومركز المؤتمرات معارض ومؤتمرات توظيف وتعد نقطة التقاء رئيسية للأعمال التجارية في تشوكوروفا حاليا. وفي عام 2010 افتتحت 2000 شخصية أكاديمية مركز ثقافيا وقاعة مؤتمرات في حرم جامعة تشوكوروفا. ويعتبر هلطن انترناشونال من الفنادق ذوي الإقامة الفاخرة (الخمس نجوم) في منطقة سيحان وسورمالي. أما فندقي الشيراتون وتركمان يكتمل بناؤهم على الجانب الشرقي للنهر. يتم تسيير الإعلام في أذنة استنادا على أجندات قومية ومحلية. تعتبر صحيفة أذنة الجديدة yeni Adana التي بدأ إصدارها عام 1918 من أقدم صحف أذنة ولا تزال تصدر حتى الآن. وتعد إكسبرس وطوروس والجرائد الأقليمية الأخرى من الصحف المحلية التي تخدم منطقة أذنة وتشوكوروفا على حدٍّ سواء. إن تلفاز تشوكوروفا هو أكبر قطاع بث في أذنة. القناة الأولى kanal A واقدنيز و kent tv هي قطاعات كبرى للبث أيضا. ويوجد في أذنة العديد من مراكز نشر إقليمية للصحف القومية. أكثر الصحف القومية شعبية Hürriyet Çukurova ملحق صحيفة صحيفة حريت التي يصل حجم توزيعها إلى 48.000 نسخة.

### التجارة

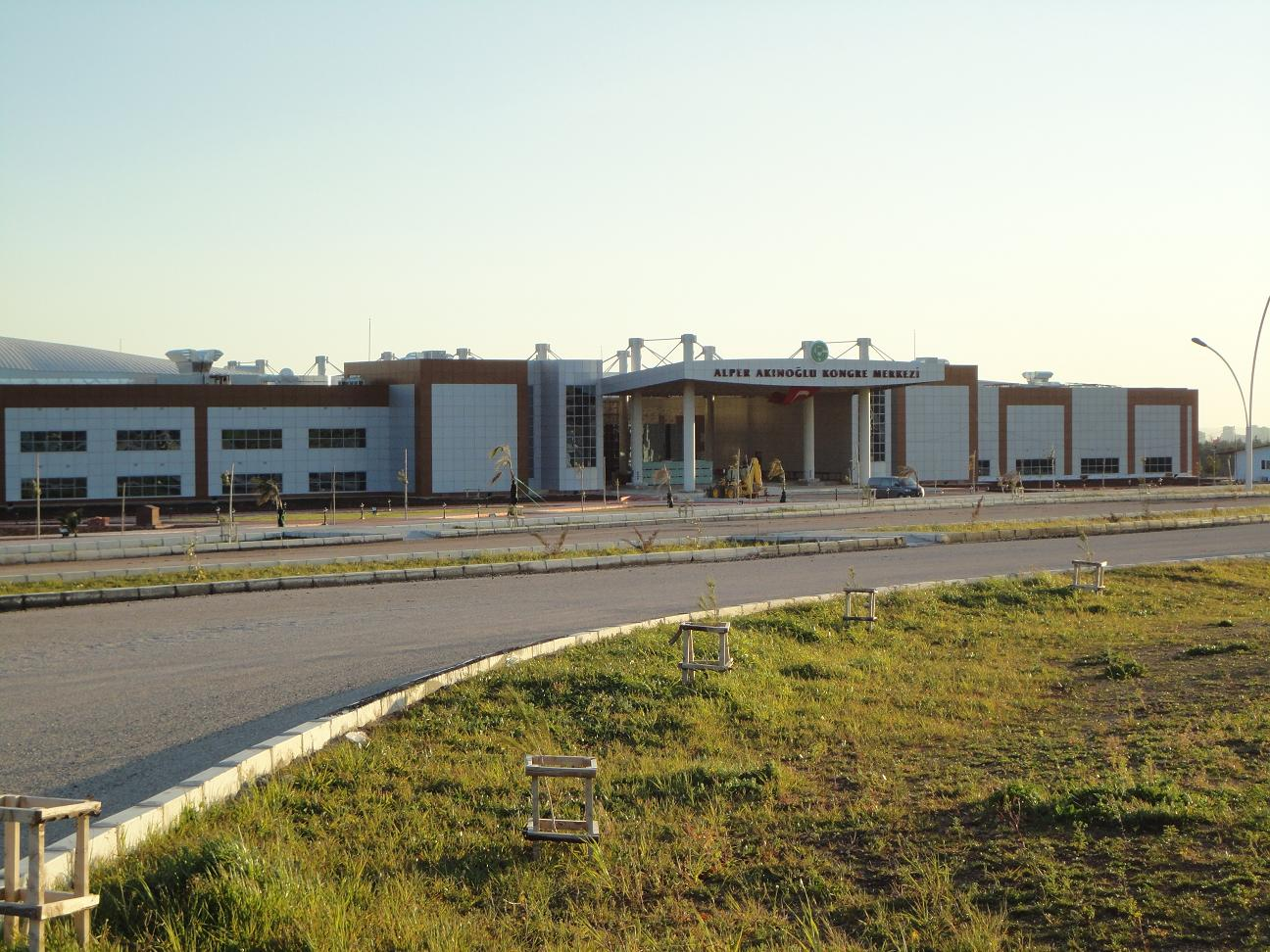
مركز مؤتمرات جامعة تشوكوروفا

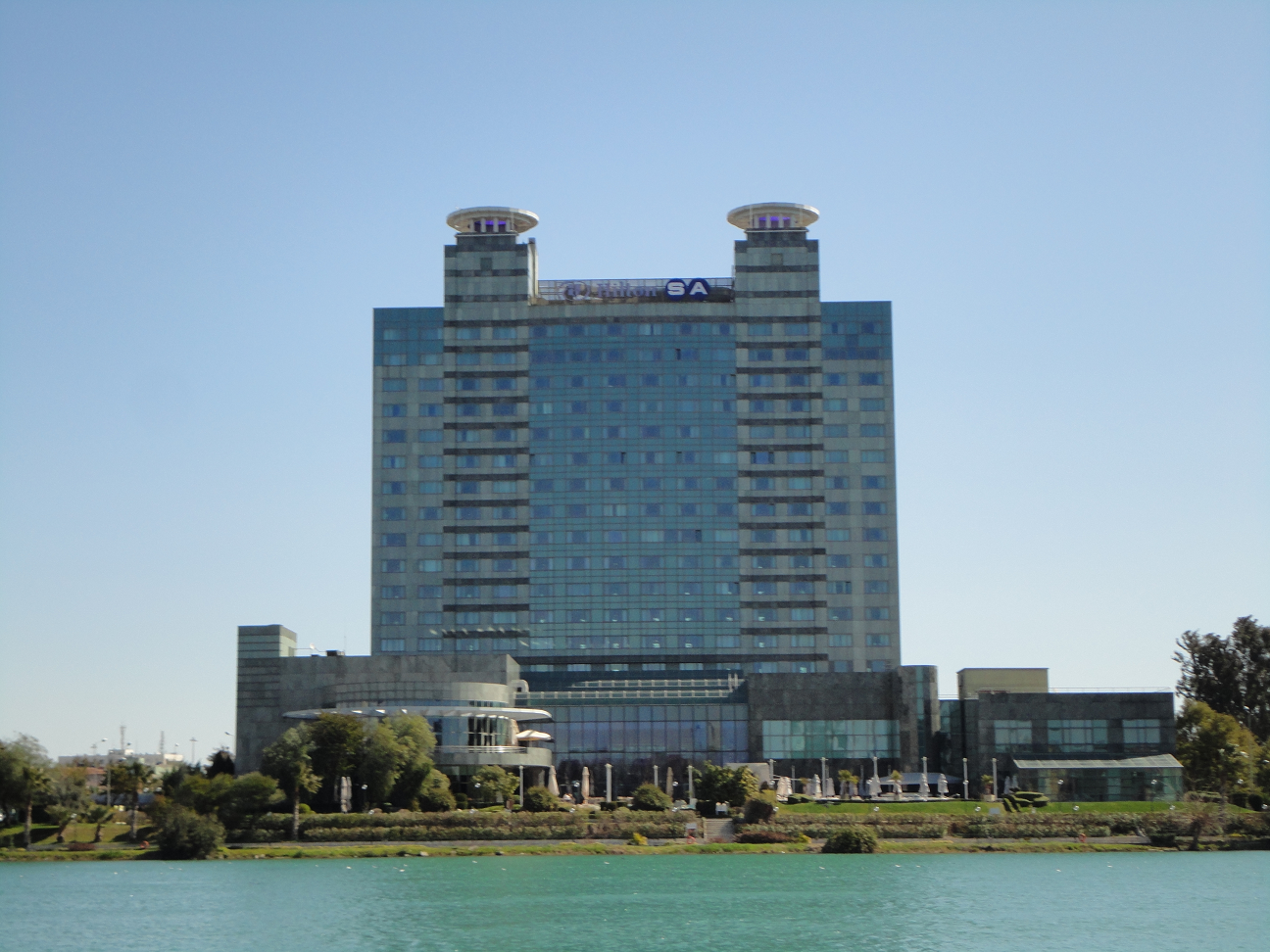
فندق هلطن

تعتبر المدينة إحدى المراكز التجارية الرائدة في جنوب تركيا حيث تستضيف المقر الإقليمي للعديد من الشركات والمؤسسات العامة. إن استضافتها لمعرض tuyap وإقامة معارض في مركز المؤتمرات وملتقيات التوظيف تعتبر نقطة تقابل هامة فيما يخص حاليا قضية التوظيف في تشوكوروفا أيضا. ومن المتوقع في عام 2012 سيتم افتتاح قاعة مؤتمرات ألبير أقين اغلو في حرم جامعة تشوكوروفا حيث تحتوي على 2000 مقعد.

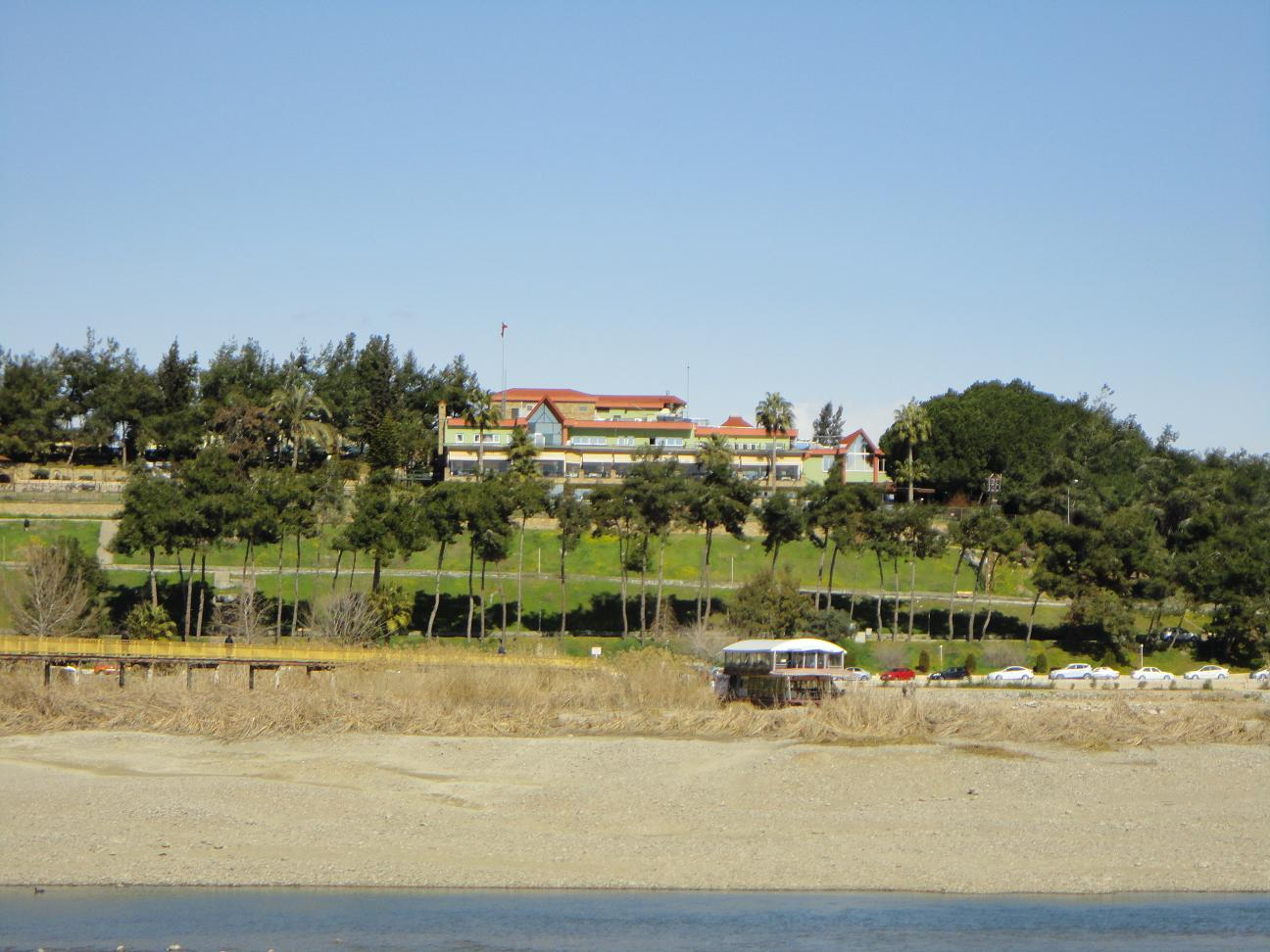
منشأة ATO الواقعة في مصطبة تبة باغ

وبسبب توجه وتنظيم غرفة التجارة في أذنة m إلى تجارة القطن في عام 1894، تأسست وأصبحت واحدة من أولى الغرف التجارية في تركيا. في هذه الغرفة التجارية هناك أكثر من 25 ألف شركة عضو وبالإضافة لذلك يعززون أسهم شركاتهم وإسمهم أيضا. أما بورصة السلع في أذنة التي تأسست عام 1913 هي المسئولة عن تنظيم تجارة المنتجات الزراعية والثروة الحيوانية بطريقة اّمنة وواضحة. ويوجد بالبورصة حتى الآن 1530 عضوا. وتقع قبالة مسرح بلدية العاصمة. ويتم تطوير قطاع السياحة بإنشاء العديد من الفنادق على ضفتي نهر سيحان وفي وسط المدينة. إن الاعتراف بأن المناطق الساحلية لمركزي جيحان ويمورطاليق هي مناطق صناعية ذات مركزا حيويا، كان بمثابة عامل جذب لأذنة بخصوص إنشاء الفنادق. وفي غضون عامين سيضاعف 29 فندق سعة إستيعاب 4200 نزيل إلى الضعف. وسيزيد عدد أسرة الفندق إلى 8400 سرير. حاليا فنادق المدينة من درجة الخمس نجوم هم: فندق هلطن، فندق سيحان وفندق سورمالي وفندقي الشيراتون والتركمان الواقعان على ضفة النهر وهما حاليا قيد الإنشاء، وفندقي رامادا وديفان في وسط المدينة، وسيتم الانتهاء من فندق أنامون الكائن في الطرف الغربي للمدينة.

### الزراعة

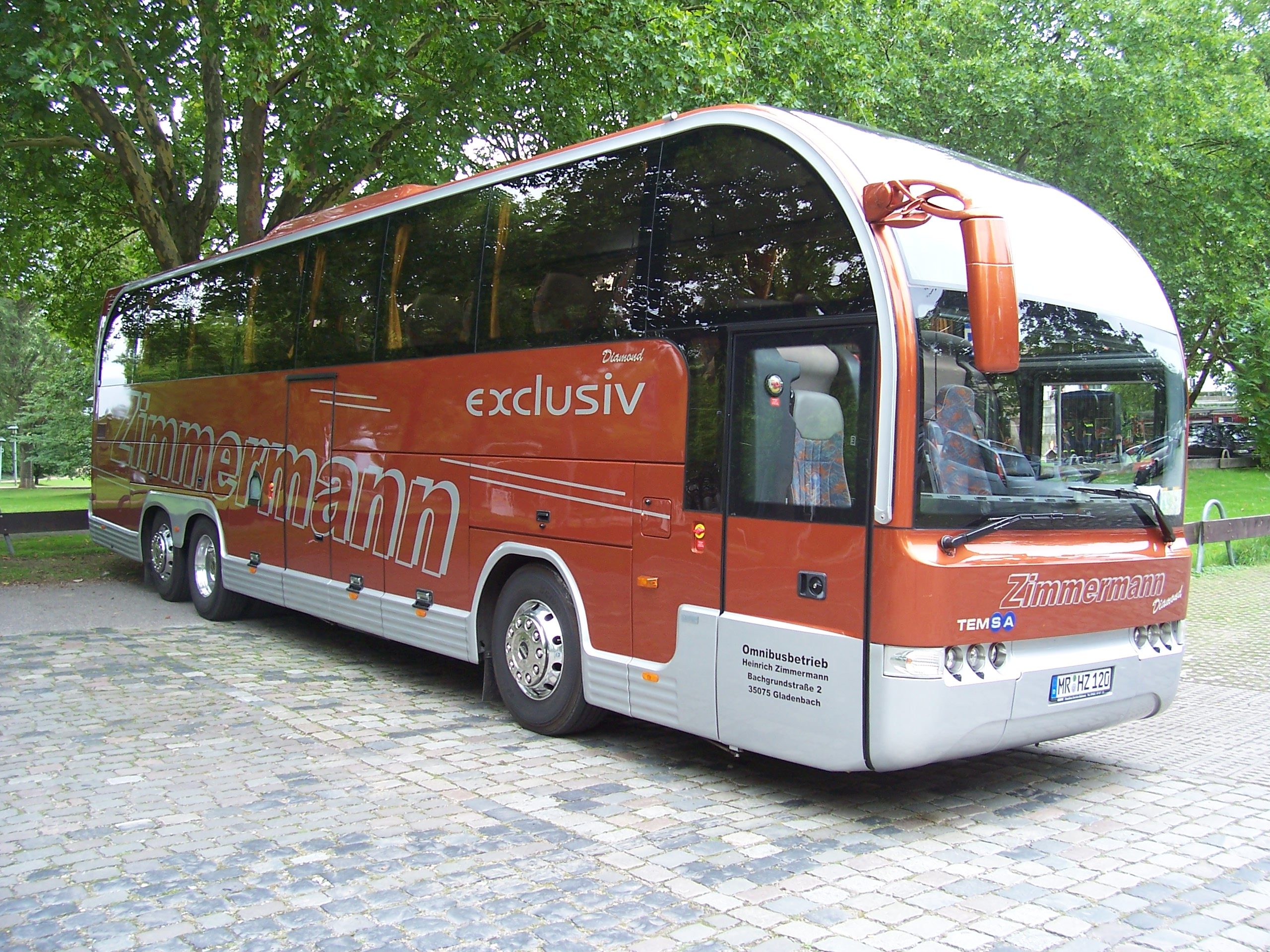
تمسة دياموند

تعتبر التربة الخصبة الوفرة بالطمى عامل جذب لإنتاج العديد من المنتجات في تشوكوروفا منذ سنوات حيث يعتبر من أكثر الأودية خصوبة في الدولة مثل القمح وعباد الشمس والزيتون والرمان والذرة والحمضيات (البرتقال، اليوسفي والليمون) والموز الكيوي والبقوليات وقصب السكر والبطاطا والطماطم والفلفل والخس، والكرنب، والبصل، و[[الأرز]] وفول الصويا والقطن والعنب والفول السوداني والفاصولياء، والبازلاء، والفاصوليا والخيار واللوز والبطيخ والشمام، وزيت الكانولا. ولكن أهم هذه المنتجات القطن. تم تفضيل طرق ري متطورة بالرش و«الري بالتنقيط» عن الطرق التقليدية.

### الثروة الحيوانية
وبفضل إقتصاد أذنة وموقعها الجغرافي عملت كلا من الزراعة والثروة الحيوانية معا على نهضة ورفعة إقتصاد البلاد. تلعب تربية الماشية والأغنام دورا هاما في إنتاج المأكولات البحرية في مركزي أذنة يومورطاليق وقاراتاش الواقعان على شاطئ البحر الأبيض المتوسط. تتغير البنية العامة للحيوان في ولاية أذنة وفقا ل الموقع الجغرافي والظروف المناخية والزراعية. فالثروة الحيوانية في كل المناطق السهلية أكثر استقرارا من المناطق الجرداء. في المناطق الجبلية والغابات حيث يتغذى كلا من الحيوانات والدواجن أما الخراف والماعز يتم تربيتهم في المناطق القريبة من وسط المدينة. وكثيرا ما يتم شحن الحيوانات من أذنة إلى المحافظات والبلدان المجاورة. وبالإضافة إلى ذلك يتم إدخال 80% من الحيوانات الحية ومنتجاتهم من منطقة شرق الأناضول والجنوب الشرقي لها. هذا ويلاحظ زيادة هذا المعدل خاصة في أوقات عيد الأضحى. فعدم منعها من الدخول بطريقة غير شرعية يجعل من الصعب بلوغها القيمة الصحية الأمنه.

## الثروة المعدنية
يستخرج من المعادن الفلزية الكروم، الحديد والمنغنيز، ومن المواد الخام المنتجة للطاقة الرصاص والزنك، ويستخرج كلا من مرو (معدن) والكوارتزيت من الفحم ومن مصادر المواد الخام الصناعية، ويأتي الصلصال، كبريتات الباريوم، الحجر الجيري، الرمل وحجر الخفاف على رأس هذه الثروة المعدنية. ولاية أذنة التي تأتي في المرتبة الرابعة على مستوى تركيا في استخراج معدن الكروم صاحبة مكانة هامة في التصدير بفضل موانئ جارتيها مرسين وهاطاي. على الرغم من أنه تبدو في حالة توقف في هذه الآونة بسبب هبوط أسعار أكسيد حديد الكروم الذي أكسب أذنة العملة الصعبة في الأزمنة الاخيرة من خلال إنتاجها المعدن حتى اليوم إلا أنه من المتوقع أن يكتسب تعدين أكسيد حديد الكروم عملية انتعاش في المستقبل القريب. يكتسب إنتاج كلا من الحديد والمنجنيز أهمية كبرى ويأتي في المرتية الثانية على مستوى الولاية وبصفة خاصة بفضل حديد وصلب الإسكندرونة. وبسبب سياسات خاطئة في الأعوام الأخيرة ومن المتوقع حتميا توجيه اهتمام حديد وصلب الإسكندرونة من الواردات الخام إلى الخام المحلي وحدوث انتعاش في هذا القطاع. إن وقوع مناجم اللينييت «الفحم البني» داخل حدود ولاية طوفانبايلي صاحبة أكبر احتياطي يصل إلى 300 طن بمتوسط 1100 - 1300 سعره / كجم حيث كان مناسبا لتشييد مولدا حراريا ودخولها في المناقصة. هذا ولا زالت عمليات البحث عن المرو الرملي «معدن» والكوارتزيت مستمرة في ولاية أذنة وأوحت صناعة الزجاج الأناضولي في مرسين مثل زجاج الإيزو أوحت بأفكار لفترة طويلة للمؤسسات الصناعية. وبالطريقة نفسها لو كان في أذنة التي اكتشفت بكثرة الحجر الجيري والخرساني بنوعيات جيدة جدا لكان مناجم الصلصال ستغطى الاحتياجات وبوفرة. مناجم حجر الخفاف الموجودة في ولاية أذنة هي مادة خام يتطلع بها إلى المستقبل حيث يصل احتياطها في تركيا إلى 7.4%. وكنتيجة لذلك بحلول القرن الحادي والعشرين ستكون أذنة قادرة على التفوق في قطاع التعدين وصاحبة قدرة على تأمين إقتصاد البلاد. وبهدف التغلب على نقص الطاقة يتم تنفيذ إجراءات إستيراد الفحم موفِ الغرض ذو جودة عالية لإنتاج وقود محلي صديقً للبيئة من خلال مجالي الأسمدة ومنتجات تحسين التربة والصناعات الكميائية في ولاية أذنة.

## وسائل المواصلات

### خطوط السكك الحديد

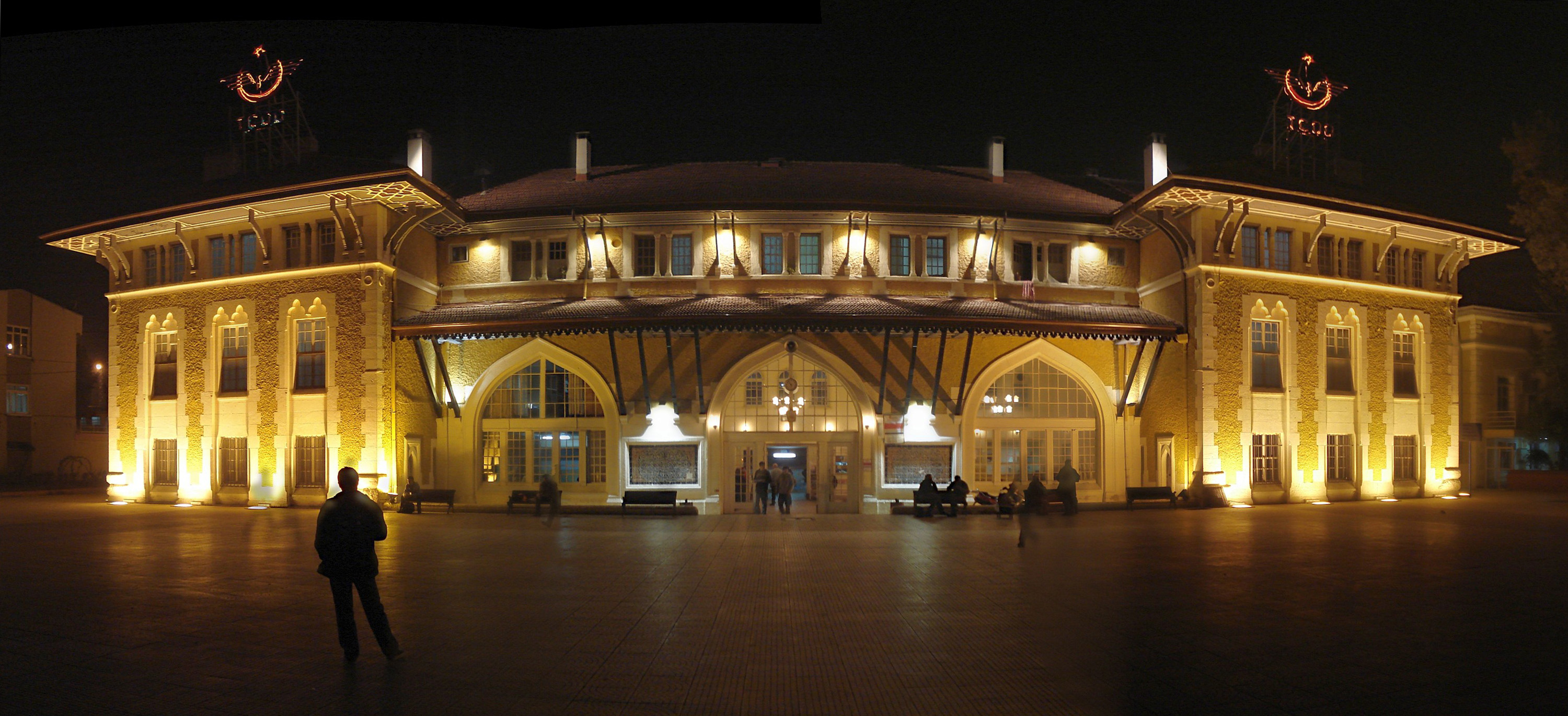
محطة قطار ضيا باشا

تم تأسيس أول خط سكة حديد في أذنة من قبل الإنجليز عام 1886. وبالإضافة إلى أن الخطوط ما بين أذنة ومرسين قطارات تعمل بمحركات الديزل، إلا أن قطارات الضواحى من نوعي raybüs ve DMU السريع تسير وتعمل وقد انخفضت المدة التي يستغرقها في السفر إلى 45 دقيقة ويجوب القطار 27 مرة في اليوم بالتبادل ما بين أذنة ومرسين. أما خطوط القطار الرئيسية هي: قطار الأناضول الداخلية الأزرق يتجه حتى حيدر باشا في إستانبول، قطار تشوكوروفا الأزرق المتوجه إلى أنقرة، الفرات السريع الذي يتجه نحو إيلازيغ، إرجييس السريع المتجه نحو قيصري.

### الطرق البرية
يمكن للطريق السريع أن يصل من أذنة إلى أنقرة مرسين، غازي عنتاب وخطاي. ويمر بأذنة طريق 400 البرى وطريق tem الدولي. ويستغرق 472 كم للوصول من أنقرة مرورا ب أقساراي وبيزنطة إلى أذنة، وتستغرق 873 كم من إزمير عبر افيون-قونية وايريجلي، وهي على بعد 909 كم من إستانبول مرورا ب بولو، أنقرة، أقساراي وبيزنطة. وتنظم رحلات بالحافلات إلى كل أرجاء تركيا من محطة الحافلات التي تبعد 5 كم عن وسط المدينة.

### النقل الجوي
يتوافر النقل الجوي بالمدينة منذ عام 1918 عن طريق مطار شاكر باشا. احتل مطار أذنة الذي كان يقيم رحلات داخلية وخارجية المرتبة السابعة في نقل الركاب على مستوى تركيا. تنظم من خلال مطار أتاترك وصبيحة جوكجن رحلات طيران مباشر عبر الخطوط الجوية الداخلية تتجه إلى أنقرة-إيسينبوجا، إزمير، أنطالية وطرابزون، وعبر الخطوط الجوية الخارجية حتى شمال قبرص ونيقوسيا وبعض المدن الألمانية. وبالإضافة لذلك يوجد بالمدينة قاعدة إنجرليك الجوية المستخدمة لأغراض عسكرية.

### النقل البحرى
ثمة مينائين داخل حدود ولاية أذنة أولهما ميناء مصانع طوروس غوبرة والآخر وميناء بوتاش المفتوح لنقل النفط والبضائع العالمية.

### وسائل المواصلات الداخلية

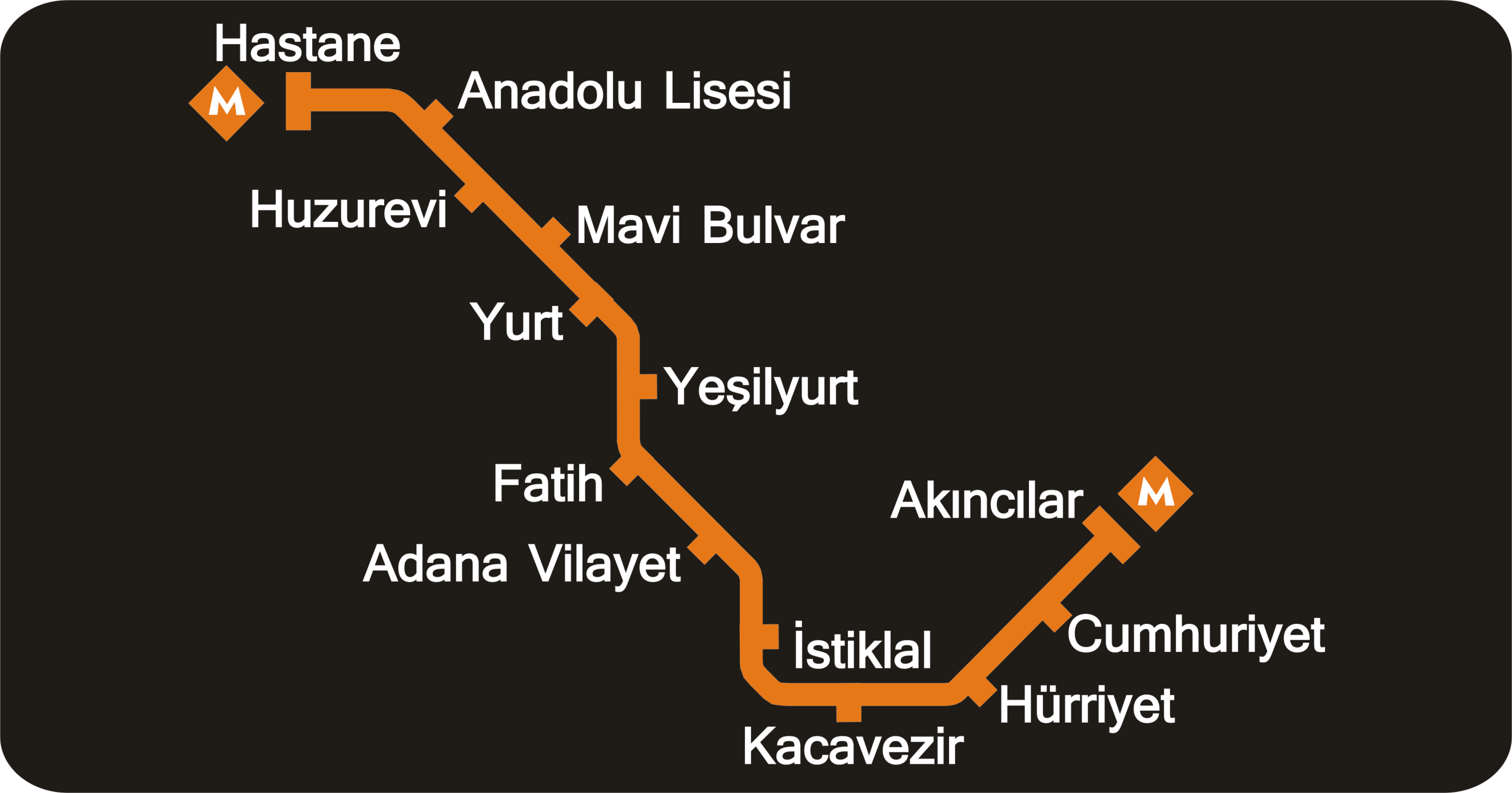
خريطة مسار مترو أذنة

وعند التنقل في المدينة يستخدم حافلات البلدية «الحافلات الحكومية» والحافلات العامة والخاصة والحافلات الصغيرة «الميني باص» والسيارات الأجرة. وبالإضافة لذلك في عام 2010 تم افتتاح محطة مترو أنفاق أذنة التي طول خط سيرها 14 كم مرورا ب 13 محطة. ومنذ عام 2007 يتم استخدام تذاكر البطاقات الذكية في حافلات بلدية عاصمة أذنة والحافلات العامة والخاصة وفي مترو الأنفاق أيضا. سخرت بلدية عاصمة أذنة أسطولا يتألف من 229 حافلة للخدمة داخل المدينة.

## السكان
بحسب التعداد السكاني الذي أجري عام 1893 في عهد السلطنة العثمانية، أن عدد سكان مدينة أذنة 70.702 نسمة. تبلغ نسبة الأتراك 82%، والأرمن 14%، واليونانيين 2% أما الكلدان والأشوريين فيمثلون 2%. وفقا لاحصاءات مركز طويق عام 2009 بلغ عدد سكان مدينة أذنة الذي دخل إلى مرحلة النمو بالمساعدات التي جاءت عقب الحرب العالمية الثانية وبالإستثمارات الصناعية 1.563.545 نسمة. يعيش 87% من سكان أذنة في المدن، أما في القرى فيعيش 13%

## السياحة

### الهندسة المعمارية

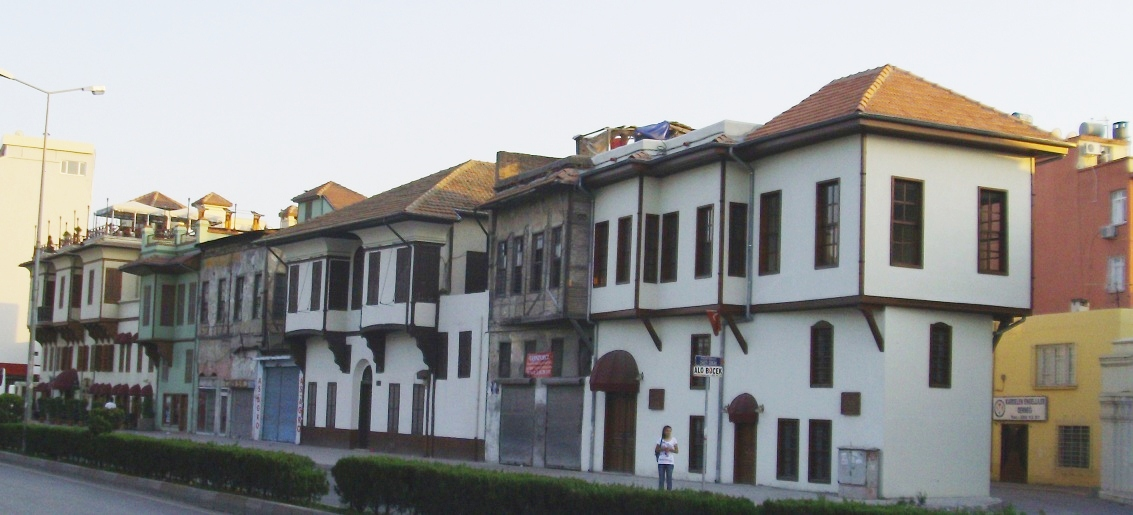
منازل مصطفة في تبة باغ

العصر الذهبي للهندسة المعمارية في أذنة هو أواخر القرن الخامس عشر، والقرن السادس عشر الذي اختار فيه أبناء رمضان أذنة عاصمة. وقد توسعت المدينة سريعا بإنشاء عدة أحياء جديدة في تلك الفترة.
وبسبب إنشاء مباني عدة تعد نقطة تحول من الناحية التارخية في أذنة في تلك الفترة فإن الهندسة المعمارية المملوكية والسلجوقية تحتل مكانا هاما في تاريخ الهندسة المعمارية في أذنة. وكان طاش كوبري هو الأثر الوحيد المتبقي من فترة روما-بيزنطة، وقد تم إنشاء بضعة مباني عامة في المدينة أثناء حكم العثمانيين. وترجع أولى أعمال الإعمار في حي تبه باغ التاريخي إلى العصر الحجري الحديث. وبعد إحاطة تبه باغ الواقعة في مرتفع أمام نهر سيحان بالأسوار أصبحت في منأى عن طاش كوبري. وقد ظهر في فترة العثمانيين ضاحية أرمنية ثرية، وتعكس تبه باغ بمنازلها ومدارسها الحجرية تاريخ الهندسة المعمارية الأرمنية في المدينة، وقد تم تحويل تبه باغ حاليا إلى منتزه أثري، فبجانب التنقيبات الأثرية فقد تم ترميم المنازل والبنايات العامة المتبقية من القرن الثامن عشر ويتم تحويلها إلى بوتيكات وفنادق ومقاهي ومطاعم. وأكثر الجسور الموجودة على نهر سيحان الذي يمر من داخل المدينة جذبا للانتباه هو طاش كوبرى الذي هو جسر روما المتبقي من القرن الرابع. وبينما يمتلك هذا الجسر المعروف لمحركات البحث حتى عام 2007 لقب أقدم جسر في العالم إلا أنه حاليا يستخدم في مرور المشاة والدراجات فقط. ودمير يولو الذي هو أساس مشروع سكة حديد يصل بين برلين وبغداد Bağdat Demiryolu-Berlin فهو جسر قطارات تم إنشاؤه في عام 1912. أما جسر ريغوليتور الموجود جنوب وسط العاصمة فهو يستخدم كمنظم لمياه النهر. ويوجد أيضا ثلاثة جسور مخصصة للمشاة هم «جسر سيحان ومصطفى كمال باشا وجسر مترو وجسر 0-50 أوتو يول». والساعة الكبيرة التي أنشأها محافظ أذنة عام 1882 بارتفاعها الذي يبلغ 32 متر هو أطول برج ساعة موجود في تركيا، وقد تضررت أثناء الاحتلال الفرنسي لكنها أنشأت من جديد في عام 1935، ويتم عرضها في شعار المدينة. وقد تم إنشاء سوق قازانجيلار بجانب الساعة الكبيرة.
 وقد تم أنشاء قصر رمضان أوغلو Ramazanoğlu Konağı أثناء حكم خليل بك في عام 1495. وشيد هذا القصر ذو الثلاث طوابق بالحجارة وبالقرميد. ويعتبر أحد نماذج أقدم المنازل الموجودة بتركيا. والمكان الذي عاشت فيه عائلة رمضان أوغلو هو الجزء المخصص لبيت الحريم. أما القسم المخصص للرجال من البيت والذي لم تصل آثاره إلى يومنا الحالي فهو كان المكان الذي تقام فيه المقابلات المتعلقة بأعمال الدولة.
وتم إنشاء  تشارشي حمام Çarşı Hamam من قبل رمضان أوغلو بيري باشا في عام 1529. وهو أكبر الحمامات الموجودة بأذنة. وهذا الحمام الذي له خمس قبب أجزائه الداخلية مكسوة بالرخام. وفي الأعوام التي اُنشئ فيها الحمام كانت تحمل إليه المياه عن طريق دوالب الطاحونة والقنوات.
حمام إيرماق يوجد جانب بناء بلدية سيحان وقد تم إنشاؤه في عام 1494 من قبل رمضان أوغلو خليل بك على غرار حمامات روما القديمة. أما الحمامات التاريخية الأخرى الموجودة بالمدينة فهي حمام مستنزده، ويني حمام.

### المساجد

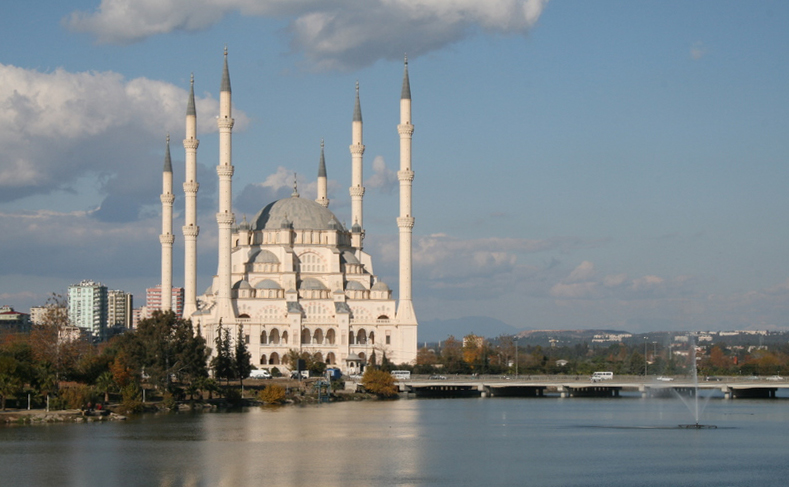
مسجد سبانجي الرئيسي

مسجد سابانجي مركز على الرغم من أنه ليس له ماضيا تاريخيا إلا أنه هو أكثر مسجد يُزار في أذنة. والسبب في هذا أنه من أحد أكبر المساجد الموجودة في الشرق الأوسط. وقد تم فتح المسجد الذي أُنشئ على نهج الهندسة المعمارية العثمانية للخدمة في عام 1998، وسعته تصل إلى 500,28 شخص وعلى الرغم من وجود ستة منارات للمسجد إلا أن رابعتهم يبلع ارتفاعها 99 متر. وقطر قبته 32 متر، وهي مرتفعة عن مكان العبادة ب54 متر. ويقع في ناحية جسر سيحان وفي الجناح الغربي من نهر سيحان. وبفضل هذا فإنه ممكن أن يُرى من مكان واسع (نواحي عدة).
أما مسجد أولو جامع الذي أُنشئ في شكل كلية في عهد رمضان أوغلو في عام 1541 بمدرسته الدينية وضريحه فهو يملك طابع الهندسة المعمارية للقرون الوسطى وهو أكثر المباني التي تحظى بالإقبال في أذنة. فبجانب فنون التزيين المبهرة للعين حول النوافذ فإنه يوجد بالمسجد أحجار مرمر سوداء وبيضاء. أما المنارات فيرى فيها أثر المماليك بسبب الرسم التخطيطي العمودي الموجود بها. وقد تم تحويل كنيسة سانت جيمس إلى مسجد ياغ جامع من قبل رمضان أوغلو خليل بك في عام  1501. وبعد ذلك تم إلحاق منارة للمسجد من قبل بيري محمد باشا عام 1525 ومدرسة دينية في 1558. وبجانب ظهور الطابع المعماري في المسجد فإنه يملك بابا من الحجر الأصفر. لا يزال يذكر حاليا مسجد  ينى جامع  (المسجد الجديد) الذي أُنشئ عام 1724 من قبل عبد الرازق انطاكي المسجد الإنطاكى من قبل البعض. ويظهر في الجامع الأثر المعماري للمماليك. وقد أُنشئ المسجد على شكل مستطيل، ويوجد نقش حجري على الجدران الموجودة في الجبهة الجنوبية
وكلا من مسجد عالم دار، ومسجد الشيخ زلفى، ومسجد قيزيل داغ رمضان أوغلو، ومسجد حسن آغا هي مساجد أخرى ذات قيمة تاريخية معمارية في القرن السادس عشر أُنشئت بدون استخدام مسامير.
الكنائس
لدى المدينة أربع كنائس في القرن التاسع عشر. اثنان منهم أرمنية وواحدة يونانية وأخرى لاتينية. كنيسة ببكلي أُنشئت عام 1870 وكانت تستخدم ككنيسة أمنية حتى عام 1915. أما حاليا فهي تخدم الطبقة الكاثوليكية في المدينة. وتتواجد في ميدان 5 أوجاك في مركز المدينة. وفي شارع عابدين باشا كان يوجد كنيسة أرمنية أكبر منها. وتم هدم الكنيسة أثناء عصر الجمهورية وأقيم مكانها بنك المركز. وقد أُنشئت الكنيسة اللاتينية في ميدان كوروكوبري في عام 1845، وتم تحويلها إلى متحف عام 1924.

### المنتزهات والحدائق

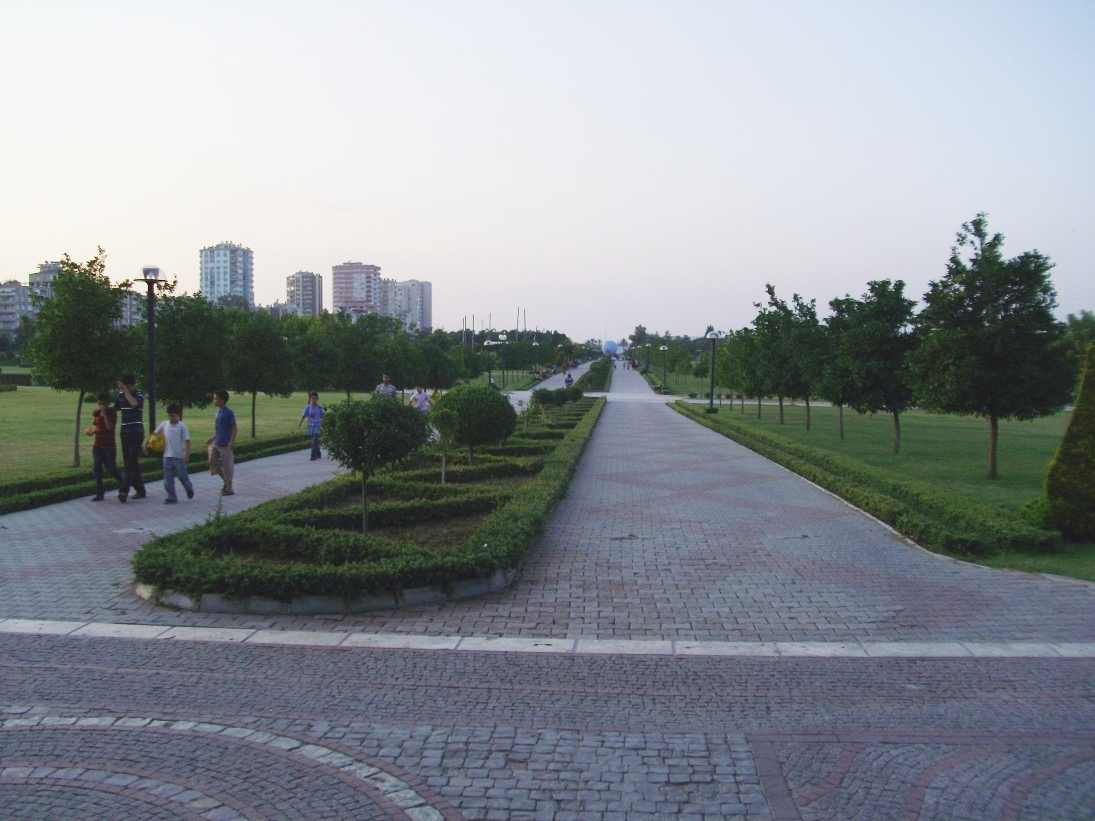
طريق للتنزه في حديقة عامة

وتستضيف أذنة عدة حدائق ومنتزهات معظمها قد تحوٌل إلى محميات  ، وبفضل المناخ الدافئ التي تمتلكه المدينة تظل الحدائق والمنتزهات مفتوحة طوال العام دون الاحتياج إلى رعاية في الشتاء. وتمتد دروب النزهات الموجودة على ضفتي نهر سيحان من المدينة أكملها حتى الحافة الغربية لنهر سيحان. وبعد ذلك تتقاطع دروب النزهات مع جادة عدنان مندريس الممتدة على السواحل الجنوبية لحوض سيحان، وتمتد الأرصفة الواسعة للجادة حتى الدرب الموجود على الحافة الغربية للحوض. ويمتد ديلبللر سكيسي الموجود بين السد القديم والجديد على طول الضفة الغربية للنهر مكونا أجمل منظر للدرب. وتمتد دروب النزهات التي تمر بنهر سيحان من على درب السد القديم والتي أيضا تمتد على طوال الضفة الغربية لقنوات الري، من جهة الشرق حتى الحافة الغربية للمدينة. ولم تكتمل بعض أجزاء ذلك الدرب حتى الآن. ويوجد طريق درب يبلغ طوله حوالي 30 كم يربط بين بعض المنتزهات داخل المدينة.
منتزه المركز هو منتزه في المدينة مساحته 33م2 يقع على ضفتى نهر سيحان وشمال مسجد سابانجي. ويجذب مشهد المنتزه الذي يستضيف عددا كبيرا من الأشجار والنباتات المختلفة في ساحة مفتوحة كثيرا الانتباه. ويعد الساحة المركزية للتسلية في المدينة بأرضه الموجود بها 2,100 مقعد وبالحديقة الصينية المرصعة وبالمقهين الموجودين فيه. وأيضا يوجد ناد لبيع المجارف في موقع جغرافي جذاب للكثير من بائعي المجارف داخل المنتزه.
منتزه أتاترك هو منتزه في المدينة مساحته 4,7 متر مربع تم إنشاؤه في أولى أعوام عصر الجمهورية. وهو موجود في منطقة تجارية. ويوجد في هذا المنتزه تمثالا لأتاترك، ويستضيف أيضا الحفلات المفتوحة للشعب.
منتزه سليمان دميرل هي حديقة نباتية كبيرة اُنشئت من أجل الأعمال الخاصة لباحثي جامعة جوكوروا وهي تأوي مجموعة حية من النباتات الخشبية. ويستخدم هذا المنتزه الشجيري لهدف التعليم أو لهدف التسلية من قبل سكان المدينة. ويوجد بالمنتزه 512 نوع نبات.
منتزه إينونو النباتي ويوجد في نهاية دار قضاء أذنة ويعرض فيه أنواع كثيرة من أزهار جوكوروا.
منتزه تشوبان دده هو منتزه مساحته 16,5 متر مربع موجود على الساحل الغربي لحوض سيحان. ولوجوده على مرتفع فيرى منه الحوض وما حوله. وأيضا يوجد به قبر تشوبان داده الذي هو من أعيان قرية قارصلي. فيزور كثير من الناس قبره للتعبد والدعاء.
اجمة ياشار كمال هي ساحة للسير موجودة مقابل ديلبرلر سكيسي على الضفة الشرقية لنهر سيحان.
سُميت على اسم ياشار كمال الكاتب المشهور التشكوروي الأصل.
اجمة تشاتلان

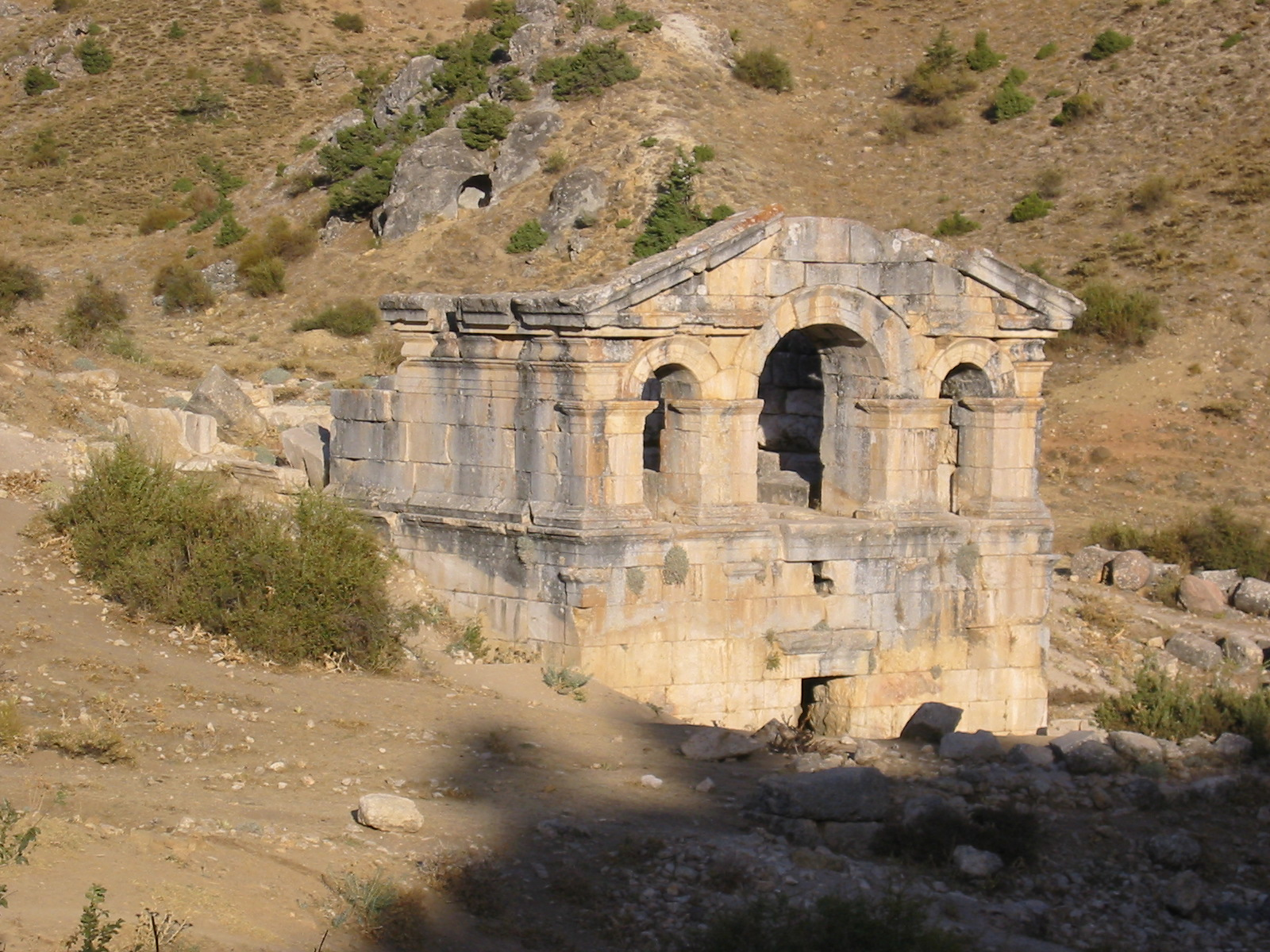
قومانا

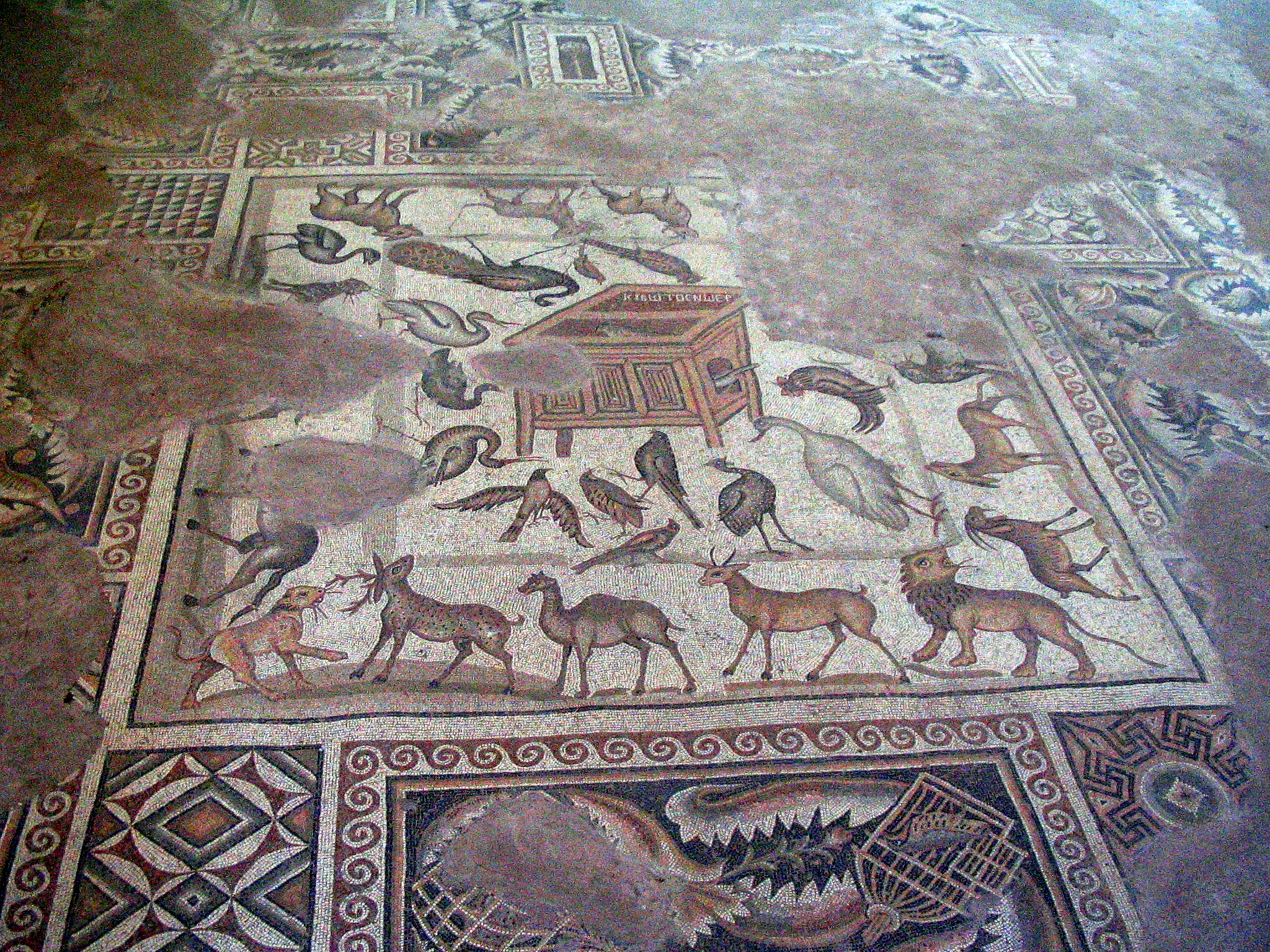
متحف مصيص الفسيفساء

هي ساحة للتسلية موجودة بين حوضي تشاتلان وسيحان.
في عام 2009 كان عدد السياح الأجانب الذين زارو أذنة 81,736. ويشكل 50 % منهم من الألمان و 23% منهم مواطني جمهورية قبرص الشمالية التركية و 4% منهم من الهولنديين و 3% منهم إنجليز. و80,702 من السائحين دخلو من مطار شاكير باشا و 1,034 دخلوا من ميناء بوتاش .

### وسط مدينة أذنة
- طاشكوبري (Justinianus Roma Köprüsü)
- متحف أذنة الأثري
- متحف أثنوغرافيا أذنة
- متحف منزل أتاترك
- متحف أذنة السينمائي
- كنيسة ببكلي (كنيسة إيطالية كاثوليكية)
- سوق أذنة للزينة والتحف
- الساعة الكبيرة
- مسجد ياغ
- مسجد أولو
- سوق تاريخي قازانجيلار
- قصر أق قابي شيخ جميل ناردالي

### محيط أذنة
- منتجعات «حمامات» تشفتاخان
- حديقة قاراتبة القومية
- حديقة ألاداغلر القومية
- حديقة لاجونو يومورتاليق القومية
- بحيرة أقيايان
- منطقة وقلعة أنافارسا الأثرية
- منطقة كومونا الأثرية
- منطقة ميسيس الأثرية
- متحف ميسيس للفسيفساء
- منطقة ماجارسوس الأثرية
- منطقة وكنيسة أقورن الأثرية
- قلعة يلان، قلعة طوبراق
- كنيسة ودير «الضباب» قوزان
- خان كوركولاغي
- منتجعات المياه المالحة وعيون المياه الكبريتية
- نجاء «هضاب» اقتشاتكير وبروجك والاداغلر وهورزوم وفنديقلي وحميدية واصار واسماجيك وارموطولوك وبالامادك وميدان وتشاملي وقيزيلداغ
- جنة طيور أغياتان وبحيرة طوزلا

### فنادقها

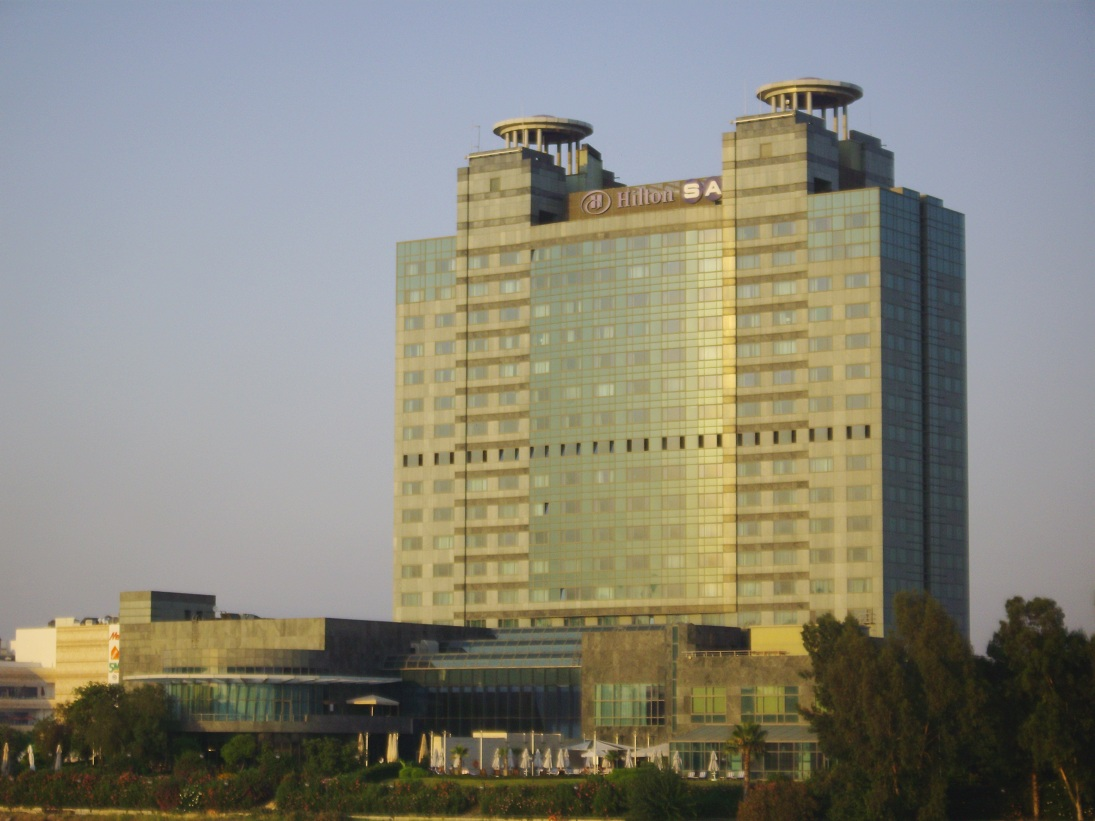
فندق هلطن

على الرغم من أن أذنة إحدى المدن التركية المتطورة إلا أنها من المدن الفقيرة بفنادقها. ولكن قد لوحظ في الآونة الأخيرة تأسيس وإقامة الكثير من الفنادق
الفنادق الموجودة بها:
- فندق بيوك سورمليl (5*)
- هلطن (5*)
- فندق سيحان (5*)
- فندق شيراتون أذنة l & Convention Center (تحت الإنشاء) (5*)
- فندق جراند أنادوس (4*)
- فندق ماوي سورمليl (4*)
- فندق زعيم إوغلو
- فندق أرتنl (4*)
- فندق تركمان (تحت الإنشاء) (5*)
- فندق ايبيس (3*)
- فندق تشوكوروفا بارك (4*)
- فندق انجى (4*)
- فندق بارك رويال (4*)
- فندق ماسل (4*)
- فندق صدف (4*)
- فندق بوسنالي (مبنى تاريخي)

## الفن والثقافة

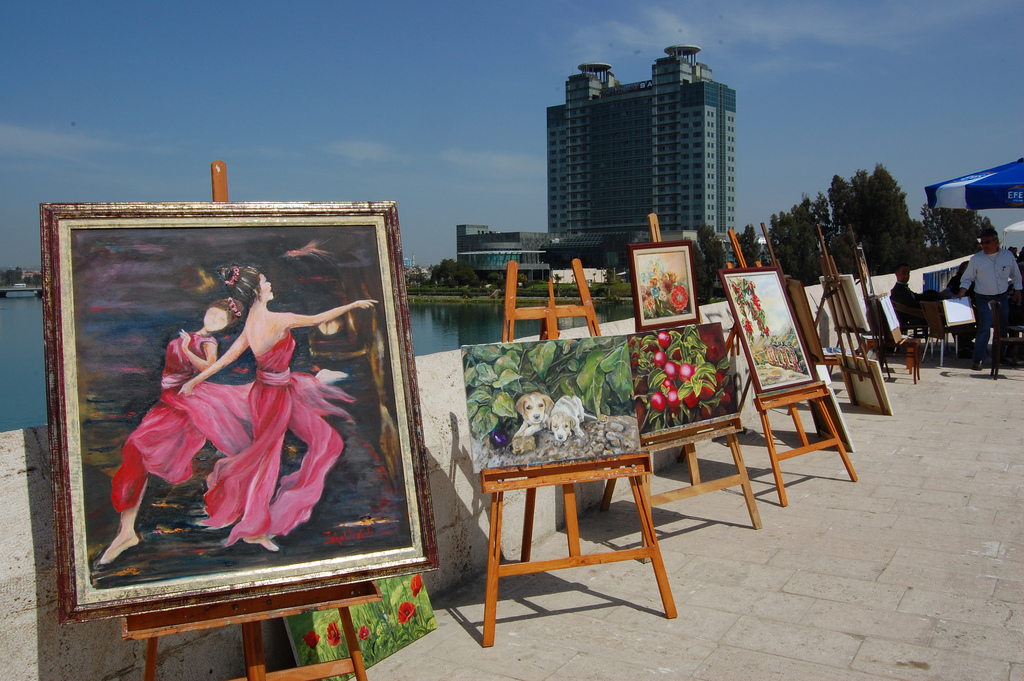
معرض الفن على طاش كوبرى التاريخى، مهرجان سبانجى للمسرح

يعتبر أول مسرح بمدينة أذنة من المسارح التابعة لبلدية العاصمة والذي أسسه ضياء باشا عام 1880 في عهد العثمانيين. أما مسرح أذنة القومي يقدم العديد من التمثليات المختلفة لمحبي الفن منذ عام 1981.
تعد الأوركسترا السمفونية في تشكوروفا التي تأسست عام 1992 أهم فرقة في المنطقة لمحبي الموسيقى الكلاسيكية. تنظم فرقة الأوركسترا مساء كل جمعة وصباح كل سبت حفلات للموسيقى الكلاسيكية في قاعة المؤتمرات الكائنة بالعاصمة.

### مهرجان ألتن كوزا «جولدن بول» السنيمائي
عُقد مهرجان ألتين كوزا السنيمائي برعاية «منتجات تشكوروفا القطنية» لأول مرة في عام 1969 باسم «مهرجان ألتين كوزا السنيمائي» تحت رئاسة نادي مدينة وبلدية أذنة السنيمائي. ومنذ ذلك الحين و «مهرجان ألتين كوزا السنيمائي» -بالاشتراك كل عام مع محفوظات الأفلام التركية الذي اغتنى بمحتواه في هذا الجانب- يعتبر واحداً من الفعاليات الثقافية الفنية الأكثر أهمية ليس فقط في منطقة تشكوروفا فحسب، بل في جميع أنحاء البلاد. افتتح المهرجان بمنح السنيما التركية جوائز حيث نظمت لأول مرة اعتباراً من عام 1969. وفي العام الأول كان من الفنانيين الحاصلين على أولى جوائز ألتين كوزا: متين أركسان Metin Erksan كأفضل مخرج عن فيلم البئر حيث كان أفضل فيلم شارك في المهرجان، وكلا من فاطمة جيريك Fatma Girik وازو جلين Ezo Gelin كأفضل ممثلة مسرحية، ويلماز كوني Yılmaz Güney وسيد خان Seyyit Han كأفضل ممثل مسرحي. اجتمع المهرجان خمس مرات بمحبي السنيما حتى عام 1973. ولكن ألتين كوزا الذي استمر تمانية عشر عاما دُفن بصمت بسبب سوء الأوضاع الاقتصادية. وفي عام 1992 أهدت بلدية أذنة لعالم الفن التركي من جديد إعادة افتتاح المهرجان غير متجاهله الطلب المقدم من سكان أذنة وعالم الفن «فليتم إعادة فتح ألتين كوزا من جديد». وتم تحويل مهرجان السنيما ألتين كوزا إلى مهرجان ثقافي فني عن اقتناع بوجوب سد الفجوة المسيطرة على الحياة الثقافية الفنية في أذنة خلال هذه الفترة. سيطر المهرجان الثقافي الفني ألتين كوزا بجانب المسابقة القومية للفيلم الطويل التي نظمت عام 1992، على مستقبل السنيما التركية. وأضاف المهرجان إلى البرنامج مسابقة الأفلام الطلابية، وأصبح مهرجاناً منظِماً للمسابقات لأول مرة في تركيا. وبالإضافة إلى أن ألتين كوزا مهرجانأ ثقافياً فنياً، إلا أنه قدم أنشطة فنية ومسرحية وموسيقية وتصويرية وفكرية لمعجبي ومحبي الفن في أذنة.
اتخذ رئيس بلدية العاصمة الذي لم يتجاهل حادث زلزال أذنة عام 1998، قراراً بوقف تنظيم مهرجان ألتين كوزا هذا العام وتخصيص ميزانيته لضحايا الزلزال. أما في عام 1999 وكنتيجة لإعلان الحداد العام في الدولة بسبب زلزال مرمرة لم تقام فعاليات المهرجان للمرة الثانية. وتم نقل ميزانية المهرجان ذاك العام أيضا إلى ضحايا ومتضرري زلزال مرمرة. واعتباراً من عام 1999 واصل ألتين كوزا الفعاليات الثقافية والفنية طوال العام. وبعد سبعة أعوام أقيم مهرجان ألتين كوزا السنيمائي الثقافي الفني في عام 2005 في الفترة ما بين 31 مايو حتى 5 يوليو. أحيط عالم السنيما ومختارات سنيما البحر الأبيض المتوسط الذي أضافهما إلى المهرجان الذي استمر منذ عام 2005 دون انقطاع معا، أحيط بهوية قومية وعززت هذه الهوية أيضاً المسابقة العالمية لدول البحر الأبيض المتوسط للفيلم القصير. وأصبح مهرجان ألتين كوزا السنيمائي الذي يستضيف العديد من دول العالم من الولايات المتحدة الأمريكية حتى اليابان فضلا عن دول البحر الأبيض المتوسط، منبرا لمحترفي الفن العاملين في كل مجالات السنيما.

### مهرجان سبانجي الدولى للمسرح
تعرِض مسارح الدولة العديد من المسرحيات الاجتماعية الأجنبية منها والقومية التي ينظمها المسرح القومي كل عام اعتبارا من عام 1998 بالتعاون مع وزارة الأوقاف ووزارة الثقافة ووزارة السياحة برعاية مهرجان سبانجي الدولي للمسرح. ويتابع ما يقرب من 20.000 من محبي المسرح المسرحيات التي تعرض أثناء فترة المهرجان الذي يعقد لمدة شهر كل عام والذي يتميز بكونه المهرجان الوحيد صاحب طابع قومي. وبينما كانت المسرحيات التي في برنامج المهرجان تُعرض في أذنة فحسب حتى عام 2005، تصدر جزء من هذه المسرحيات المشهد في مركز جامعة سبانجي للفنون المسرحية في إستانبول منذ عام 2005.

### المهرجان الدولى للألعاب الجوية
كان المهرجان الدولى للألعاب الجوية في أذنة الذي عقد في 18/19/20 مايو لعام 2005 أول مهرجان ينظم في تركيا في فئة من المعدات الهوائية المزودة بمحركات خفيفة جداً.

### المهرجان الدولي للشباب المعاق
يعتبر المهرجان الدولى للشباب المعاق ذا الفعالية التي تعرض بروح مبهجة والتي تنظم فعالياته في أذنة باستضافة الوفود المختلفة من جميع أنحاء العالم كل عام.

## الصحة
لدى أذنة العديد من المستشفيات الحكومية والخاصة وخدمات العيادات الخارجية للرعاية الصحية. وأهم هذ المستشفيات ما يلي:
- مستشفى أتشيبادم Acıbadem
- مستشفى أذنة العسكري
- الحكومية مستشفى أذنة
- مستشفى أكرم توك للصحة النفسية والعقلية بأذنة
- مستشفى كيشلة الجامعي
- مستشفى سيحان الجامعي
- مستشفى يوراغير الجامعي
- مستشفى متروبارك
- المستشفى النفسي
- مستشفى الأطفال
- مستشفى تشوكروفا الحكومية
- مستشفى تشوكوروفا للرمد
- مستشفى Balcalı الجامعي
- مستشفى جاليريال للأنف والأذن والحنجرة
- مستشفى الصدر
- مستشفى أمراض النساء والتوليد
- عيادة العيون
- مستشفى مترو الأنفاق
- مستشفى التدريب العملي والنموذجي
- مستشفى الشرق الأوسط
- مستشفى تجبير العظام
- مستشفى أذنة الخاص
- مستشفى سيحان للتدريب والممارسة العملية

### التربية والتعليم
في هذه الآونه يتلقى في أذنة 19.644 طالب تعليمهم في 514 مدرسة بمرحلة ما قبل الابتدائية وحوالي 324.288 طالب في 720 مدرسة بالمرحلة الابتدائية. وبالإضافة لذلك بتوافر 121 مدرسة للثانوية العامة و 100 مدرسة للثانوية المهنية في المدينة يُكمل 119.00 طالب حياتهم التعليمية في هذه الثانويات. وعلاوة على ذلك هناك 47.136 شخص يدرسون في الجامعة في مرحلة البكالوريوس وما يعادلها في أذنة. [بحاجة لمصدر]
ويستفيد كل عام ما يقرب من 400.000 إلى 500.000 شخص من 17 مكتبة عامة موجودة في المدينة. وتقدم جامعة تشكوراوفا وجامعة أذنة للعلوم والتكنولوجيا خدمات التعليم العالي.

## الجامعات
- جامعة تشكوروفا.
- جامعة أضنه للعلوم والتكنولوجيا.
- جامعة القانوني.

## مطبخ أضنه
يستخدم المر، الحامض، الموالح، والمأكولات البحرية وزيت الزيتون والخضر بشكل شائع في ثقافة مطبخ أضنه الذي يتمتع بالعديد من خصائص المطبخ التركي التقليدي ومطابخ منطقة البحر المتوسط والذي يعد واحدا من أهم المطابخ في العالم. تعتبر اللحوم عنصرا رئيسيا من عناصر مكونات مطبخ أذنة، حيث يدخل في معظم الأكلات. يعد كباب أذنة المشهور عالميا والذي بالطبع يُسحر بمذاقه الرائع، من أشهر مأكولات مطبخ أذنة. وفي الغالب ما يستهلك الكباب الكثير من اللفت بجانب أصناف السلطة المتعددة. في السنوات الأخيرة تم اعتماد معايير متنوعة من الصحة والطعم من قبل غرفة التجارة في أذنة لبيع الكباب رسميا في المطاعم على أنه كباب أذنة. أما الأطباق الأخرى التي تشتهر بها أذنة هي:
- أنالي قيزلي
- قاباق تشيتنمة
- عصير سلجم (مشروب اللفت)
- حلوى القرة كوش
- حلوى بيجي بيجي وهي حلوى تصنع من (الثلج والنشا)
- قارسامباش تشاملي يايلا (حلوى مثلجة)
- شوربة يوكسوك
- قيصير
- شوربة المخلوطة

## الرياضة
بالمدينة فريقان معروفان: أحدهم أذنة دميرسبور Adana Demirspor، والآخر أذنة  سبور Adanaspor. يتنافس كلا منهما على المركز الأول في الدوري. يلعب كل فريقين مبارياتهم في استاد بيش أوجاق الذي تم افتتاحه عام 1938 والذي يتسع ل 17.000 متفرج. وبالإضافة لذلك يتنافس النساء أيضا في الفريق الوحيد لكرة القدم النسائية Adana İdman Yurdu على المركز الأول في الدوري.
يتنافس نادي Botaş Spor Kulübü أحد أندية المدينة لكرة السلة على (TKBL الدورى التركي لكرة السلة للسيدات). وقد كان الفريق بطل الدوري التركي وبطل كأس الجمهورية وبطل كأس تركيا. وقد كان أيضا أول فريق تركي نجح في تمثيل تركيا في أوروبا لعدة مرات حيث لعب المباراة النهائية لنهائيات كأس أوروبا. وعلاوة على ذلك يتنافس أيضا فريق Ceyhan Belediyesi في الدوري التركي لكرة السلة للسيدات.
أما فريق كرة السلة الآخر في أذنة فريق Adanaspor'un basketbol şubesi.حيث يتنافس في الدوري التركي المحلي لكرة السلة للرجال. ومع جهود كلا من تورهان جمال بريكر رئيس بلدية أذنة، ورضا صالح سراي المدير المحلي للتربية البدنية تم اتخاذ قرار بإنشاء حوضا للسباحة في أذنة عام 1938. بافتتاح حوض أتاترك للسباحة عام 1939 بـدأت أذنة بتحقيق انتصارات عظيمة في الرياضة المائية. وخاصة قد أصبح فريق السباحة والكرة المائية في أذنة Demirspor Kulübü بطل تركيا 29 مرة ولم يذق الهزيمة أبدا لمدة 17 عاما، منهزما مرة واحدة طوال 22 عام تحت قيادة أعظم لاعب للكرة المائية التركية محرم جولرجين Muharrem Gülergin. وقد عُرف هذا الفريق في استانبول وجميع أنحاء تركيا ب «أرمادا الذي لا يهزم». ضرب الرياضيون الذين يتدربوا في حوض أتاترك للسباحة رقما قياسيا لا يعد ولا يحصى في جميع أنواع السباحة وفي كل مسافاتها. وقد عبر العديد من الرياضيين في العالم بحر المانش عائمين. ولكن لاعب فريق Demirspor Erdal Acet قد حطم الرقم القياسي. وقد حصل Erdal Acet أردال أجيت الذي تخطى أفضل معدل في زمن عبور بحر المانش لأول مرة بالإضافة إلى حصوله على ماراثون إستانبول الدولي خمس مرات.
وعلاوة على أن Erdal Acet أردال أجيت عبر بحر المانش لأول مرة بأفضل وقت قياسي، إلا أنه قد حصل على ماراثون إستانبول الدولي خمس مرات.

## الحكم المحلي
عُيّن حسين عونى جوش Hüseyin Avni Coş محافظا لأذنة في 17 أغسطس 2011. أما بالنسبة ل بلدية عاصمة أذنة قد شغل المنصب Zihni Aldırmaz ذهني ألدرماز منذ 17 يوليو 2010.

### القضاء
شيّد بالمدينة مبنى المحكمة الذي تم بناؤه على أربعة طوابق الأول لمحكمة الطفل والثاني للسجن المشدد والثالث للمحكمة التنفيذية أما الرابع فللمحكمة الجنائية. وعلاوة على ذلك يعمل في المدينة 31 شخص كوكلاء نيابة و 37 كقضاة..

## المدن الشقيقة
- موسكو روسيا[بحاجة لمصدر]
- قرطبة إسبانيا[بحاجة لمصدر]
- بريمرهافن ألمانيا[بحاجة لمصدر]
- سانت بطرسبرغ روسيا[بحاجة لمصدر]
- ليفورنو إيطاليا[بحاجة لمصدر]
- سكوبيا مقدونيا الشمالية [بحاجة لمصدر]
- أولان باتور منغوليا[بحاجة لمصدر]
- تشيمكنت كازاخستان[بحاجة لمصدر]
- فاماغوستا قبرص [بحاجة لمصدر]
- بئر السبع إسرائيل
- جدة السعودية

## المعرض

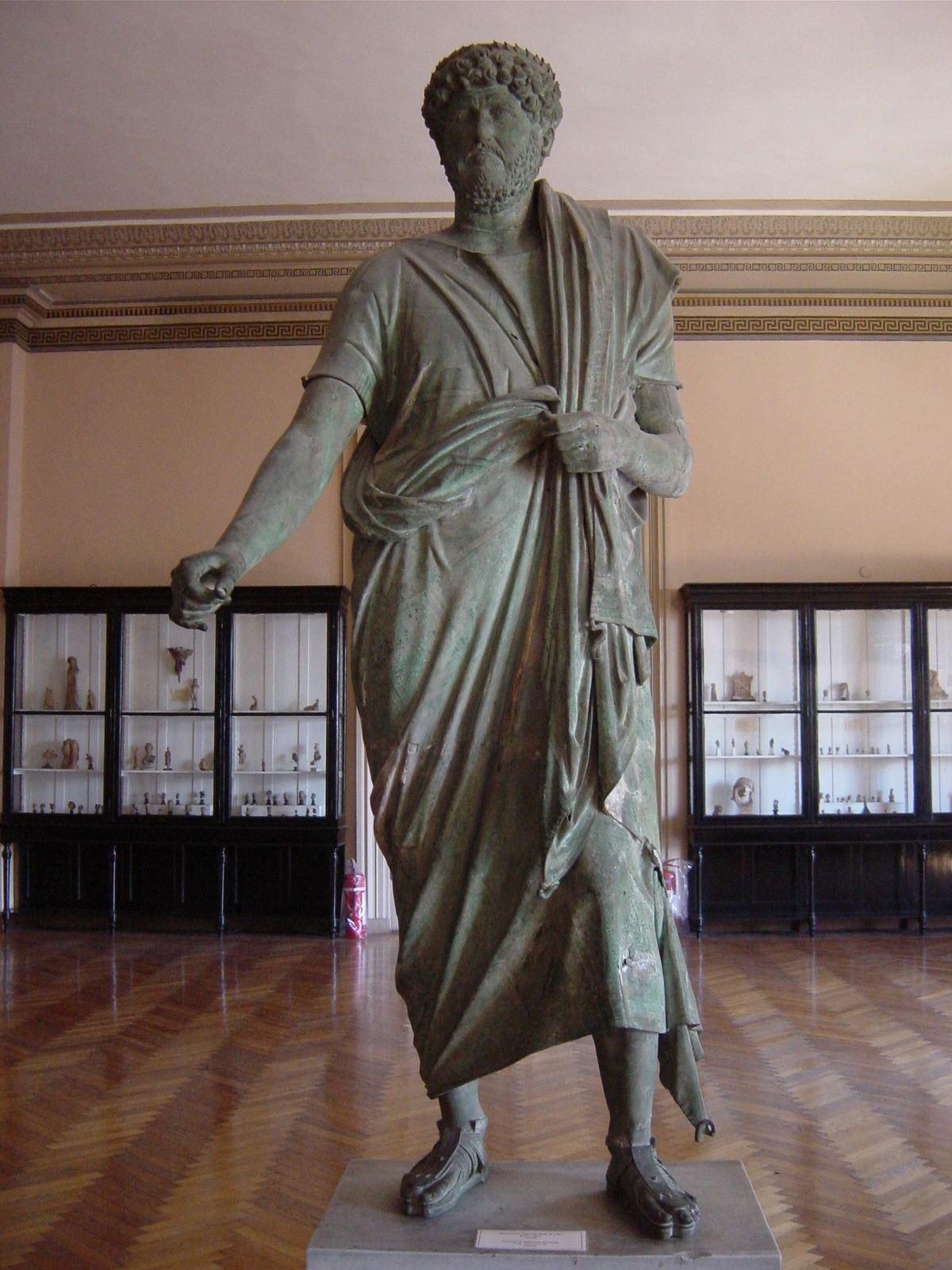
متحف الآثار
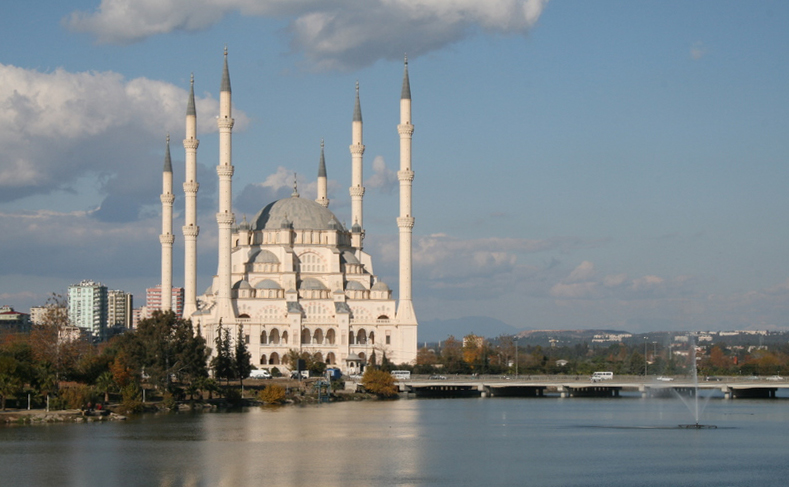
مسجد سابانجي
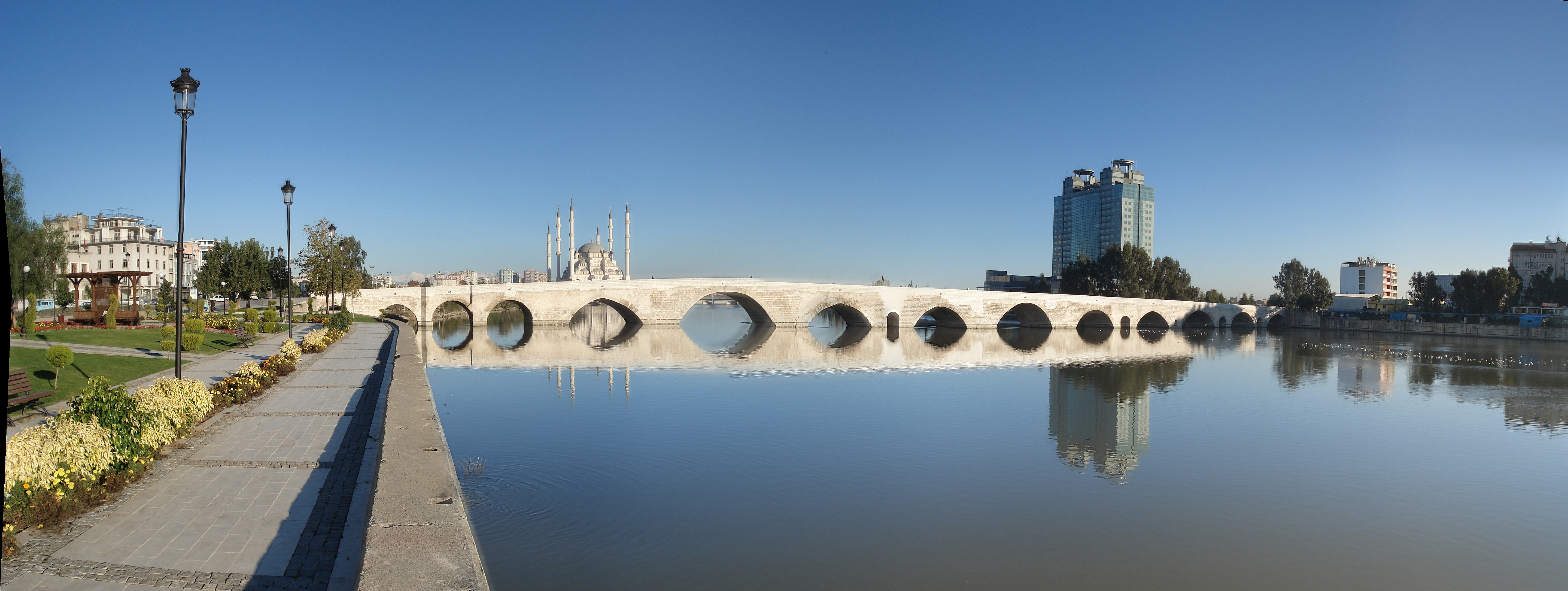
بانوراما كوبري طاش
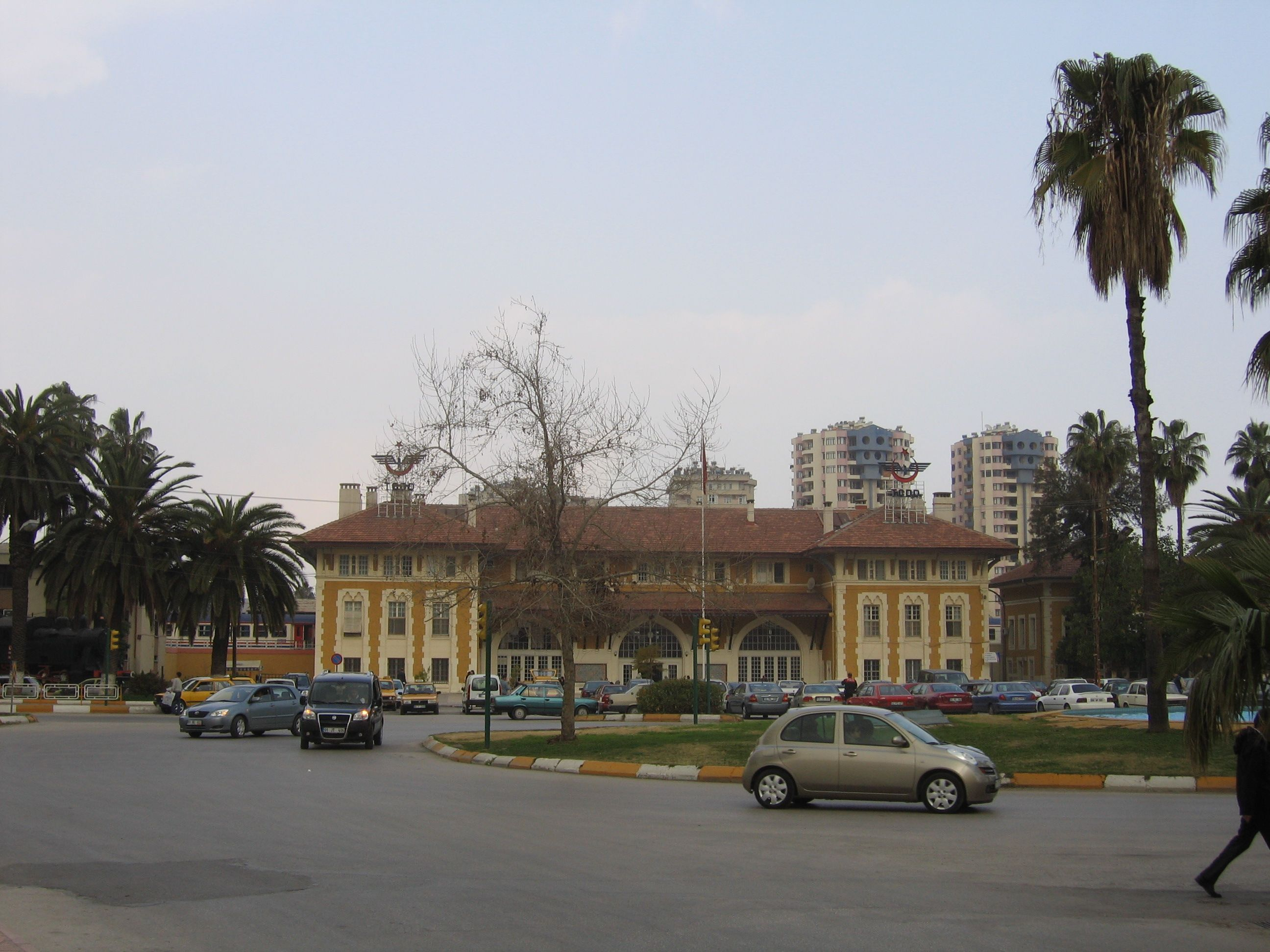
محطة أذنة
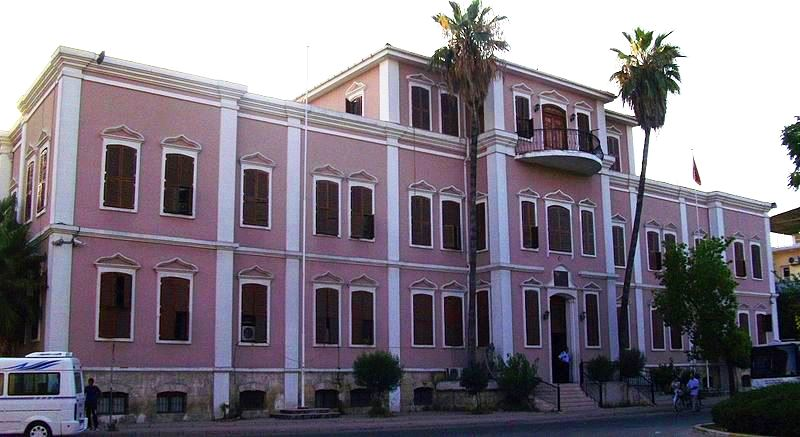
قصر البلدية القديم بأذنة
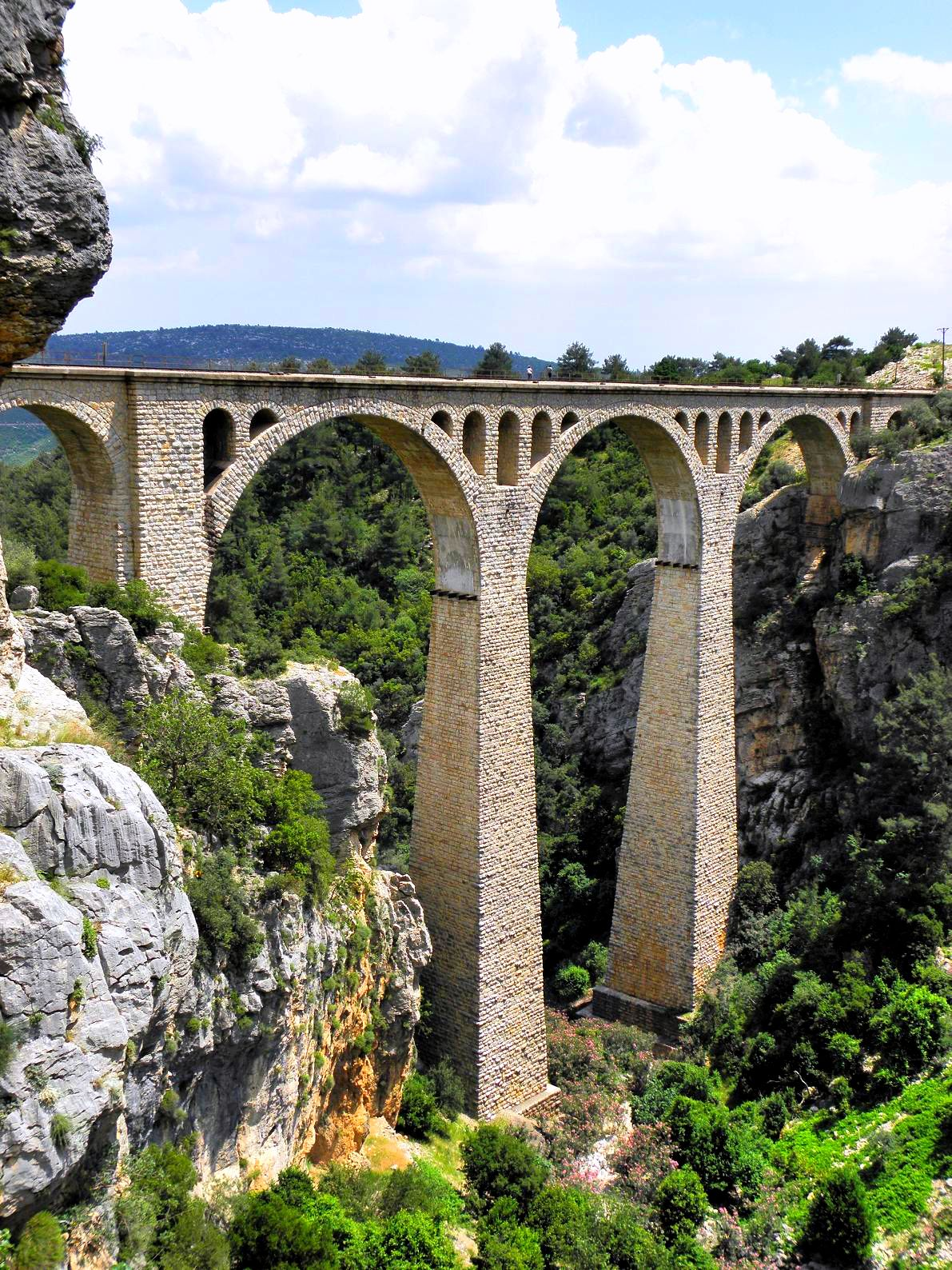
جسر فاردا
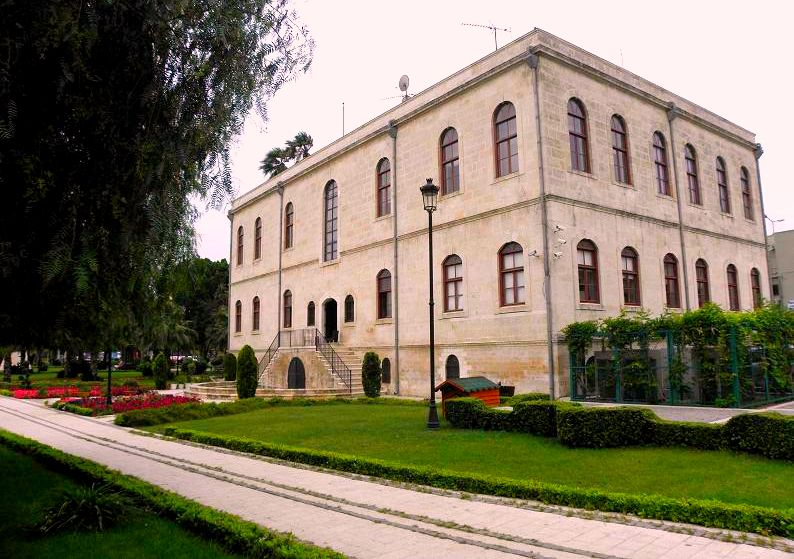
قصر الثقافة والفن (مدرسة البنات الثانوية التاريخية)
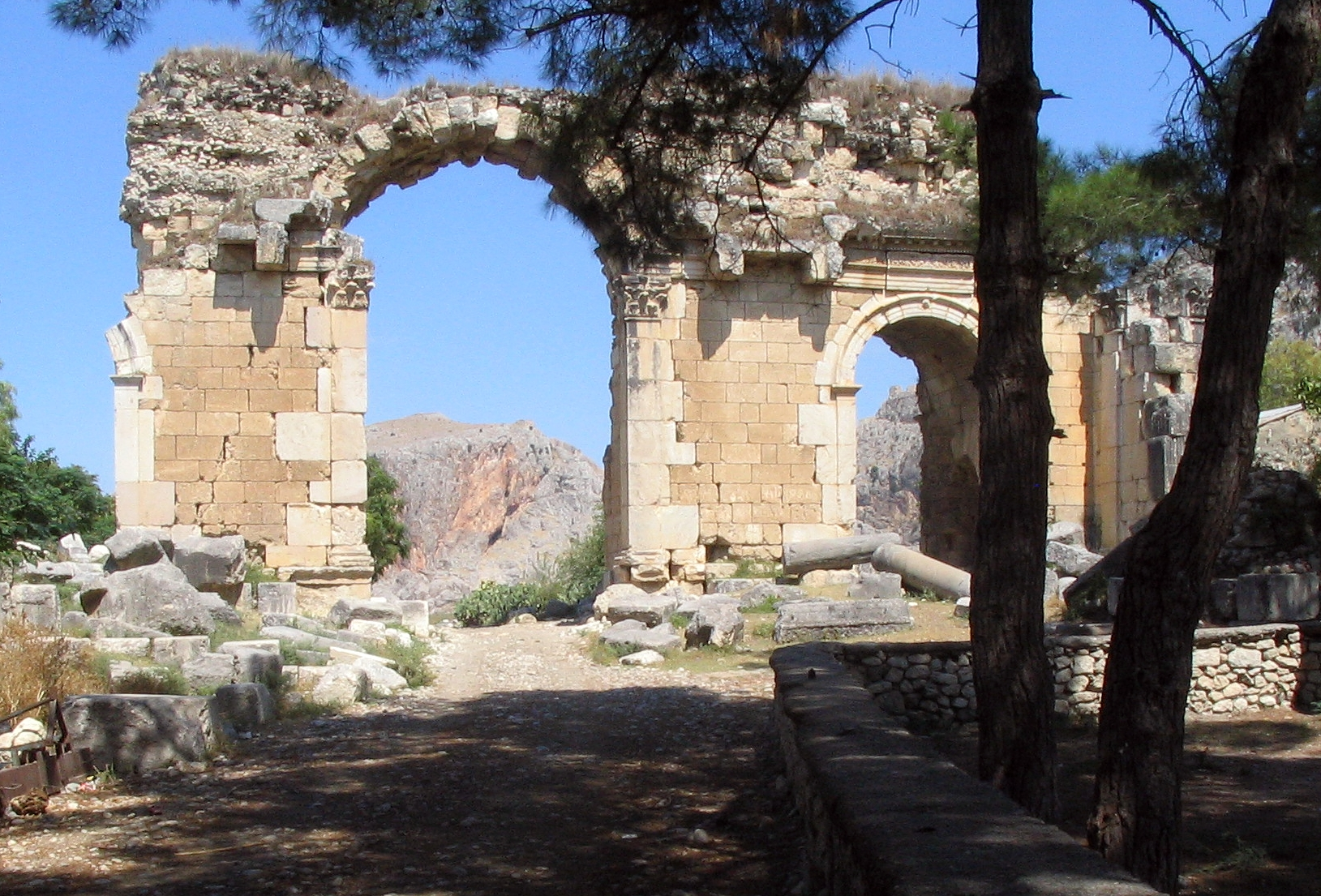
أنافارزا
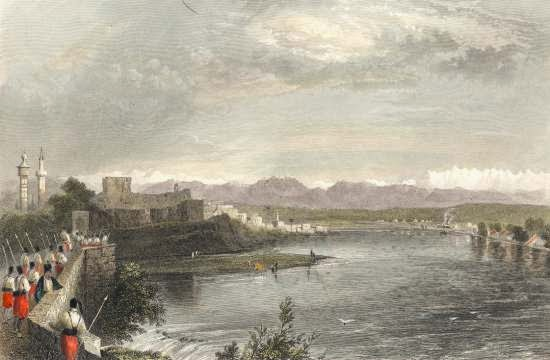
قلعة أذنة مدخل المدينة من كوبري طاش
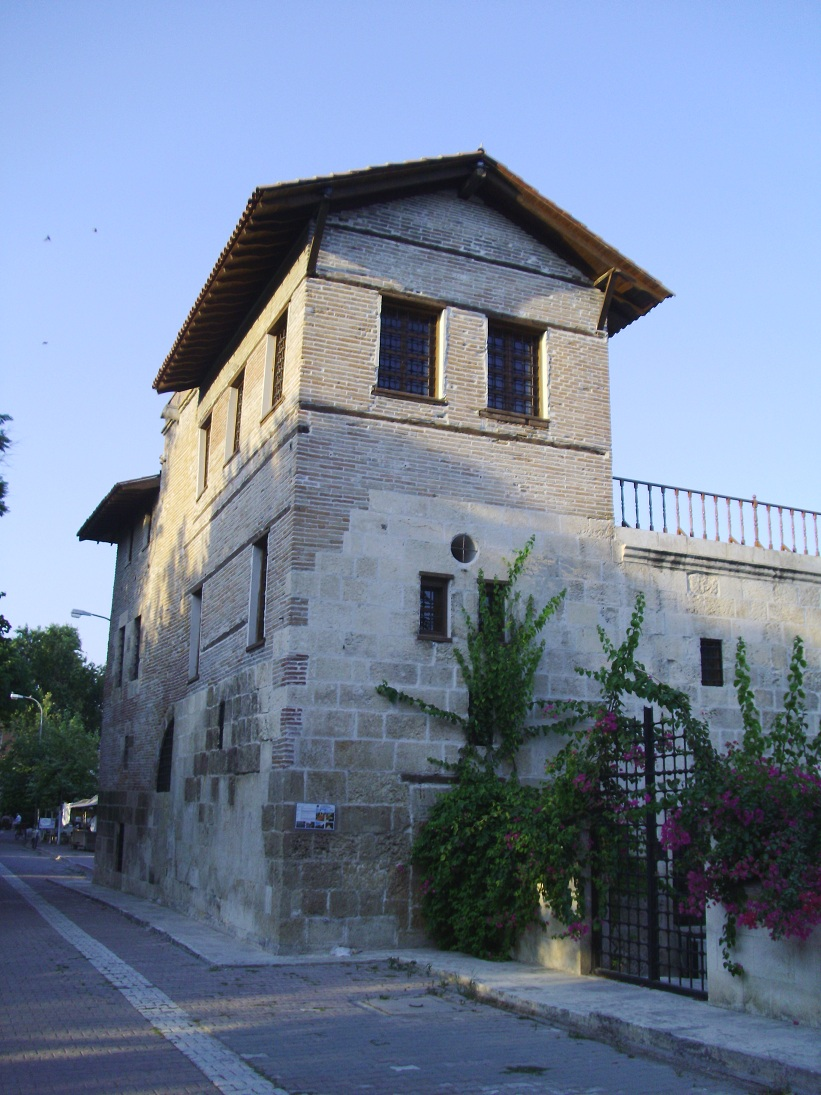
قصر رمضان أوغلو
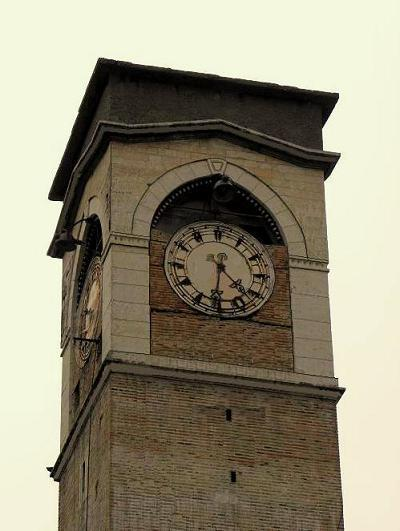
الساعة الكبيرة
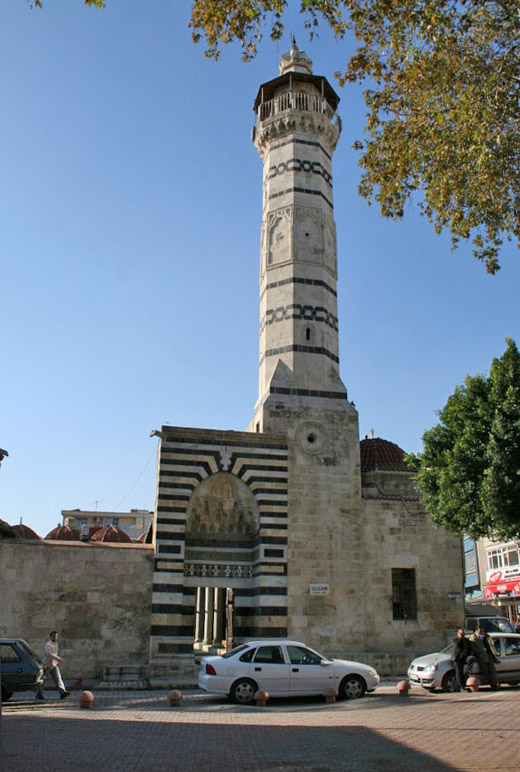
مسجد أولو
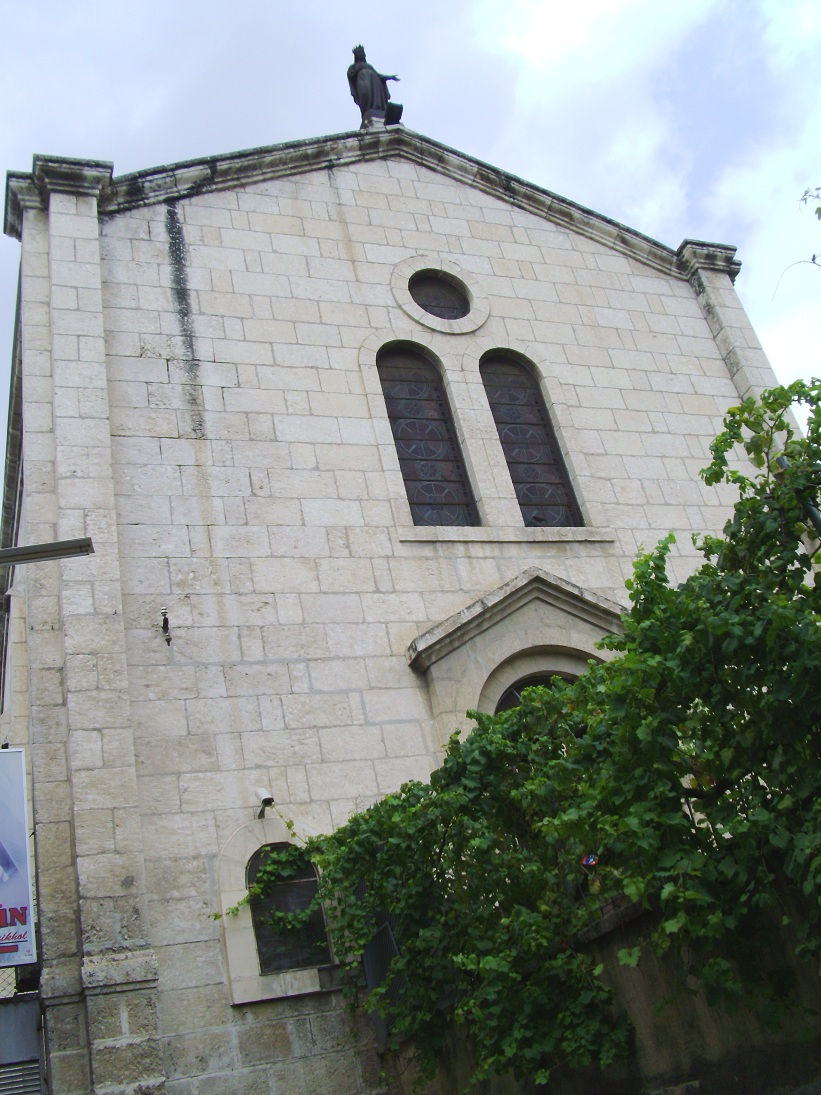
كنيسة ببكلي
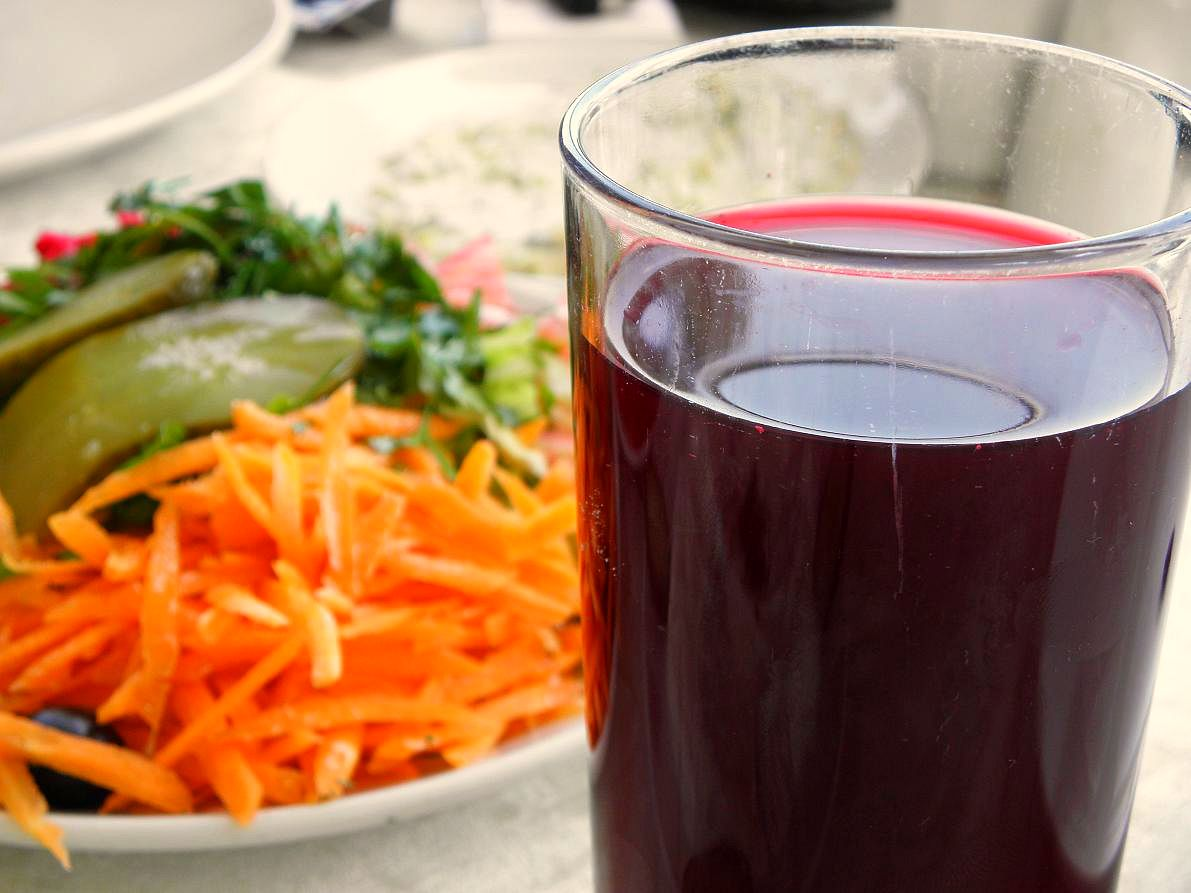
مشروب اللفت